# Ostrowiec Świętokrzyski
Ostrowiec Świętokrzyskiⓘ é uma cidade no sudeste da Polônia localizada na Terra de Sandomierz, na histórica Pequena Polônia, no rio Kamienna. Administrativamente na voivodia de Santa Cruz, é a sede do condado de Ostrowiec, da comuna urbana de Ostrowiec Świętokrzyski e da comuna rural de Bodzechów. Tem os direitos de cidade desde 1613. É um dos principais centros do Distrito Industrial de Staropolski, com indústrias de fundição (Huta Ostrowiec) e de vestuário bem desenvolvidas.
Segundo os dados do Escritório Central de Estatística de 31 de dezembro de 2024. Ostrowiec Świętokrzyski tinha uma população de 61 637 habitantes e era, em termos de população, a segunda (depois de Kielce) cidade na voivodia de Santa Cruz, e a 61.ª cidade mais populosa da Polônia.

## Localização
A cidade está situada às margens do rio Kamienna, no qual deságuam os rios Szewnianka, Modła e Struga Denkowska. Sua parte norte está situada no sopé da colina Iłżec e sua parte sul, na borda do planalto de Opatowska. Vários quilômetros ao sudoeste da cidade fica a cordilheira Jeleniowskie das montanhas Świętokrzyskie.
Ostrowiec Świętokrzyski fica na antiga Terra de Sandomierz da histórica Pequena Polônia. Perto da cidade há uma reserva arqueológica em Krzemionki, com uma mina de sílex neolítica, bem como vários monumentos ligados à história do Antigo Distrito Industrial Polonês.
Ao noroeste, a cidade é vizinha da comuna urbano-rural de Kunów. Por todos os outros lados, Ostrowiec é cercada pela comuna rural de Bodzechów. A sede de suas autoridades está localizada em Ostrowiec, na rua Mikołaja Reja.
Ostrowiec Świętokrzyski é o ponto de partida da  trilha de ciclismo azul Trilha Transprovincial, parte III; seguindo os passos dos monumentos técnicos do vale do Kamienna que leva a Skarżysko-Kamienna e da  trilha de ciclismo verde Witold Gombrowicz. Há também a  trilha de bicicleta vermelha Mieczysław Radwan.
Segundo dados de 2002, Ostrowiec Swietokrzyski tem uma área de 46,41 km², incluindo:
- Terras agrícolas: 40%
- Terras florestais: 10%

A cidade representa 7,53% da área do condado.

## Fauna
A espécie de pássaro reprodutor mais valiosa encontrada nas áreas a sudoeste de Ostrowiec Świętokrzyski é o abelharuco. A espécie prefere ravinas de loesse, nas paredes das quais os pares cavam tocas para fazer seus ninhos.
Devido à natureza de mosaico de seus habitats (monoculturas de pinheiros, florestas secas, florestas frescas, florestas mistas, florestas de carvalho-carpinteiro em substrato de loesse, prados de areia, prados mesocerotérmicos e xerotérmicos, margens de estradas, caminhos e trilhas, prados úmidos e prados de Molinia), nos limites administrativos de Ostrowiec Świętokrzyski e das cidades vizinhas adjacentes mais próximas, foram encontradas espécies de invertebrados protegidas, listadas no Livro Vermelho, raras e características.
As espécies legalmente protegidas encontradas aqui são: borboleta-de-rabo, Phengaris teleius, Coenonympha tullia, Lycaena dispar, Lycaena helle, Mantis religiosa, Carabus cancellatus, Carabus coriaceus, Carabus intricatus, Carabus violaceus, Carabus sylvestris, Carabus arvensis.
Espécies listadas no Livro Vermelho dos Animais da Polônia. Vol. 2. Invertebrados, encontrados aqui são: o ortóptero (gafanhoto) — Calliptamus italicus. As espécies raras e características da área são: Polyommatus bellargus, Glaucopsyche alexis, Polyommatus dorylas, Lycaena hippothoe, Satyrium acaciae, Carcharodus alceae, Lasiommata maera, Erebia medusa, Limenitis populi, Apatura iris, Argynnis laodice, Boloria euphrosyne, Hyles gallii, mariposa-esfinge-colibri, Hemaris tityus, Zygaena carniolica, Zygaena ephialtes e os ortópteros – Ephippiger ephippiger e Leptophyes albovittata. A libélula — Orthetrum albistylum — também ocorre aqui.

## História

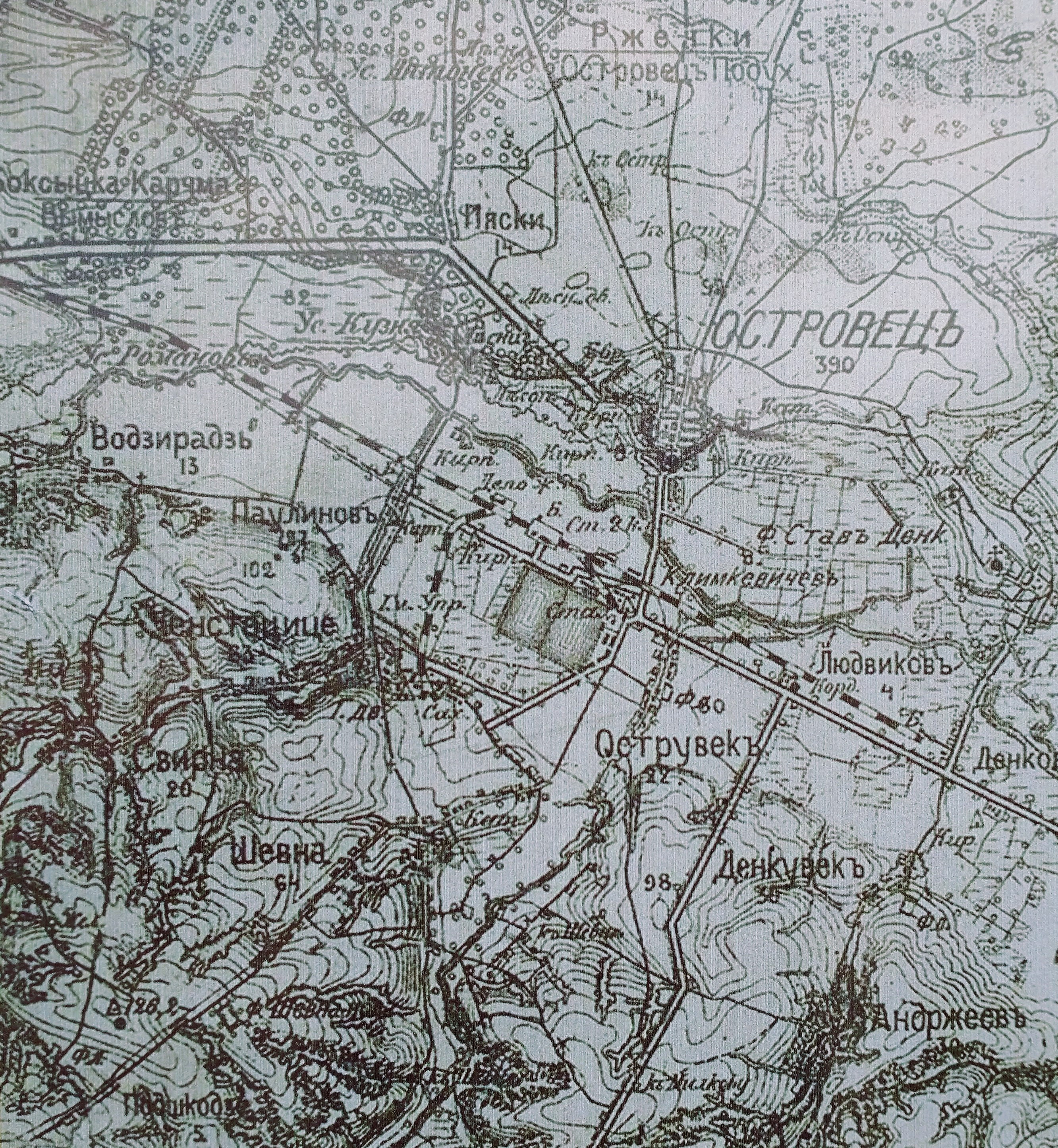
Mapa da cidade e arredores antes de 1918

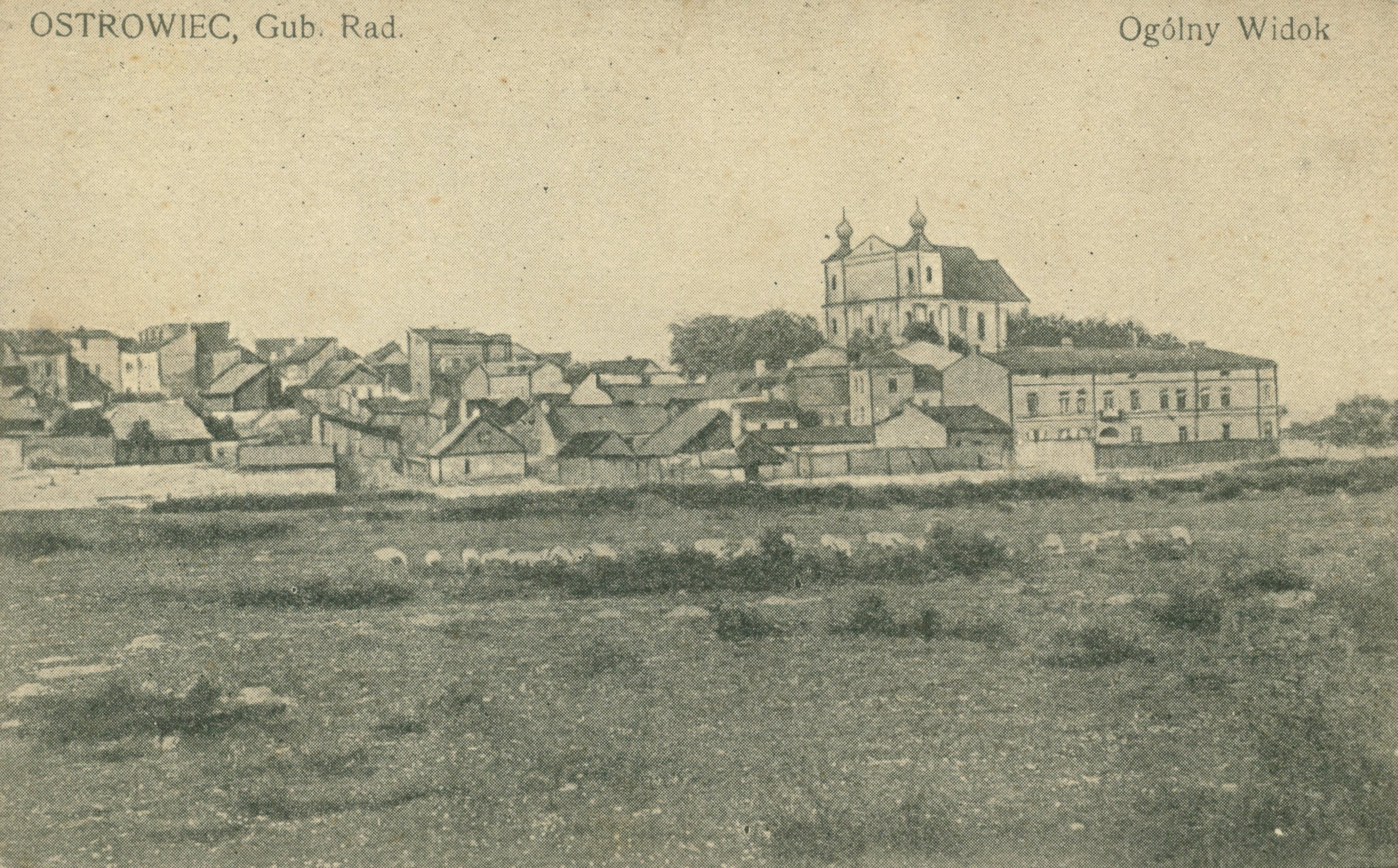
Vista geral (aprox. 1910)

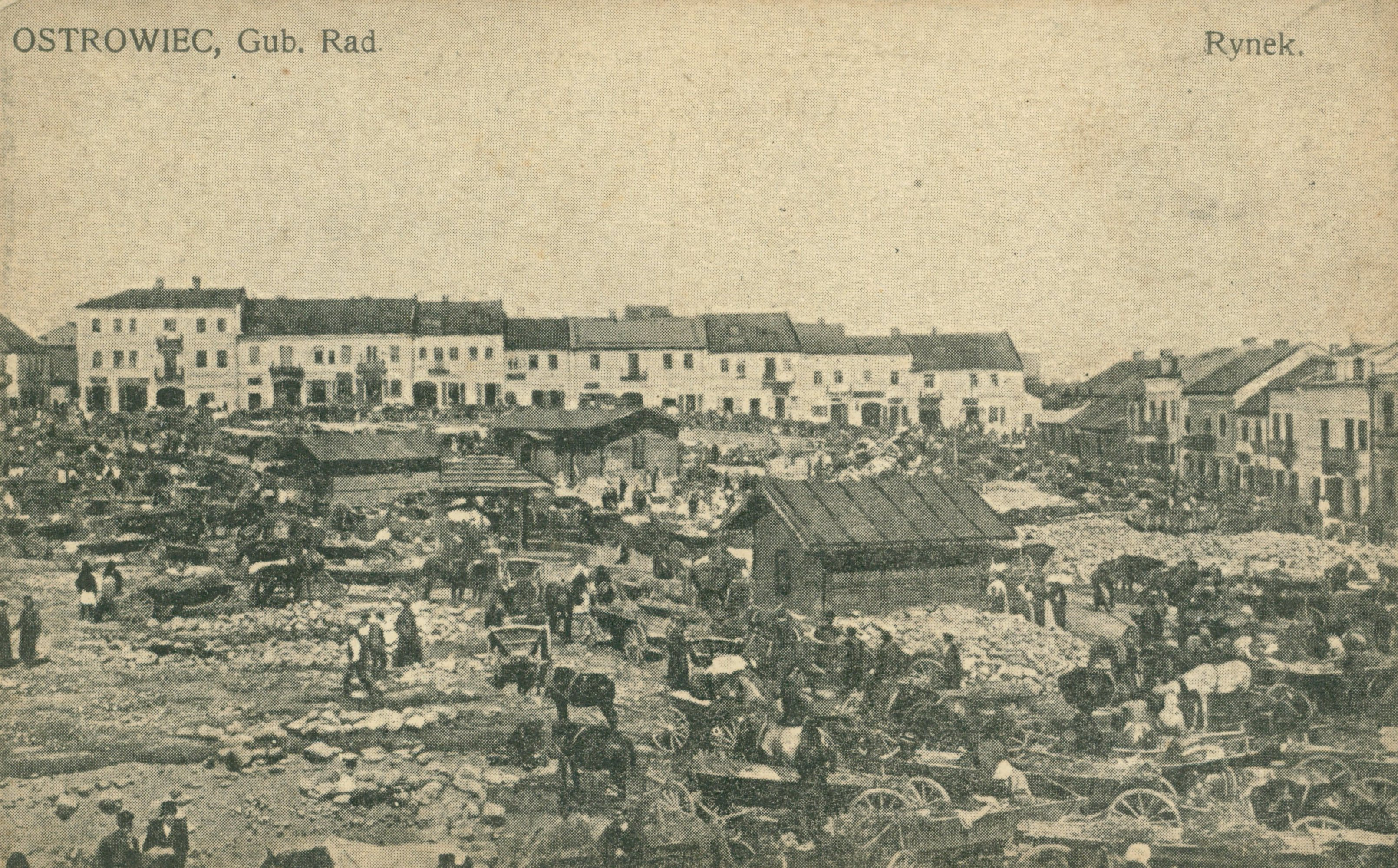
Praça principal (aprox. 1910)

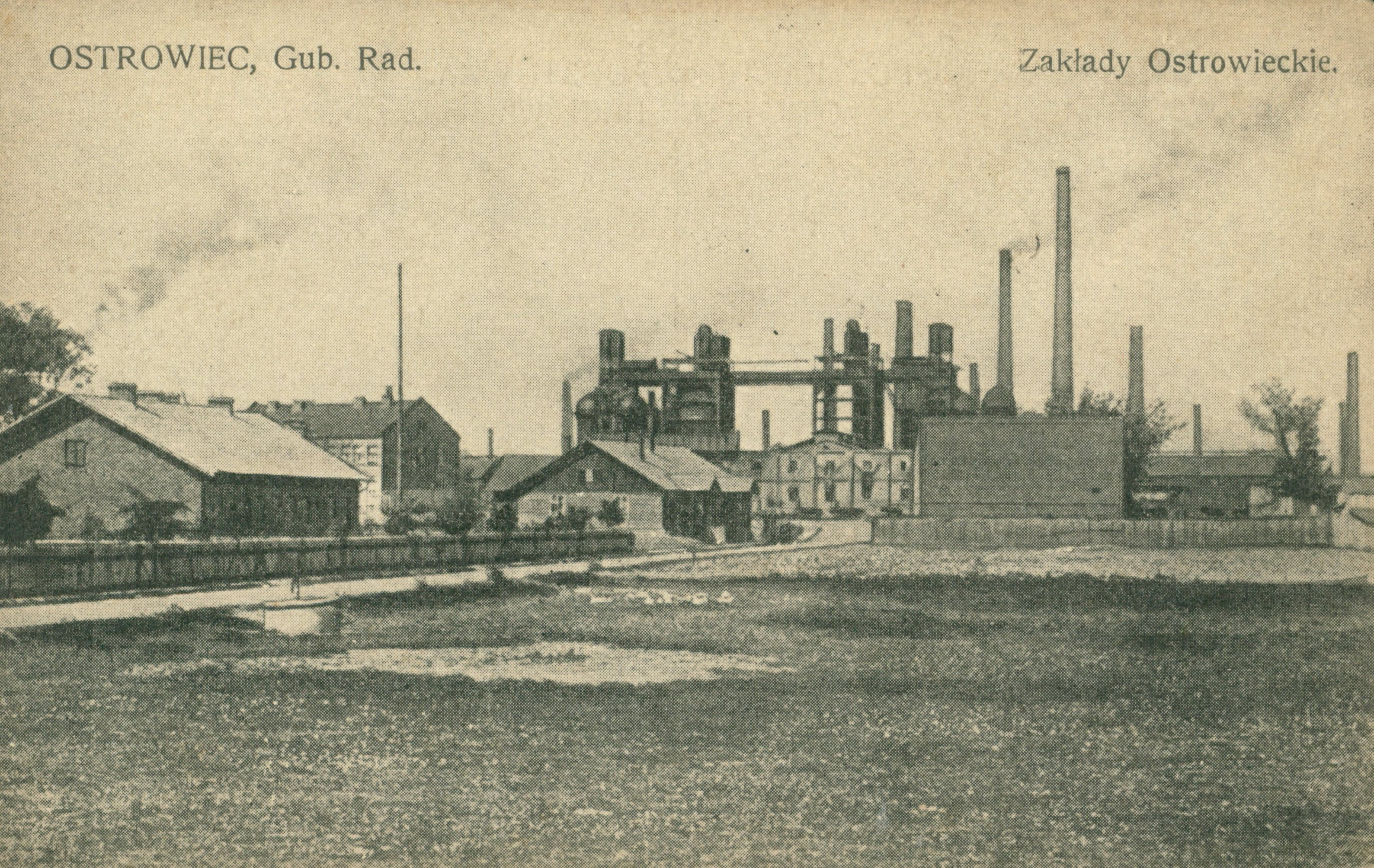
Fábrica em Ostrowiec (aprox. 1910)

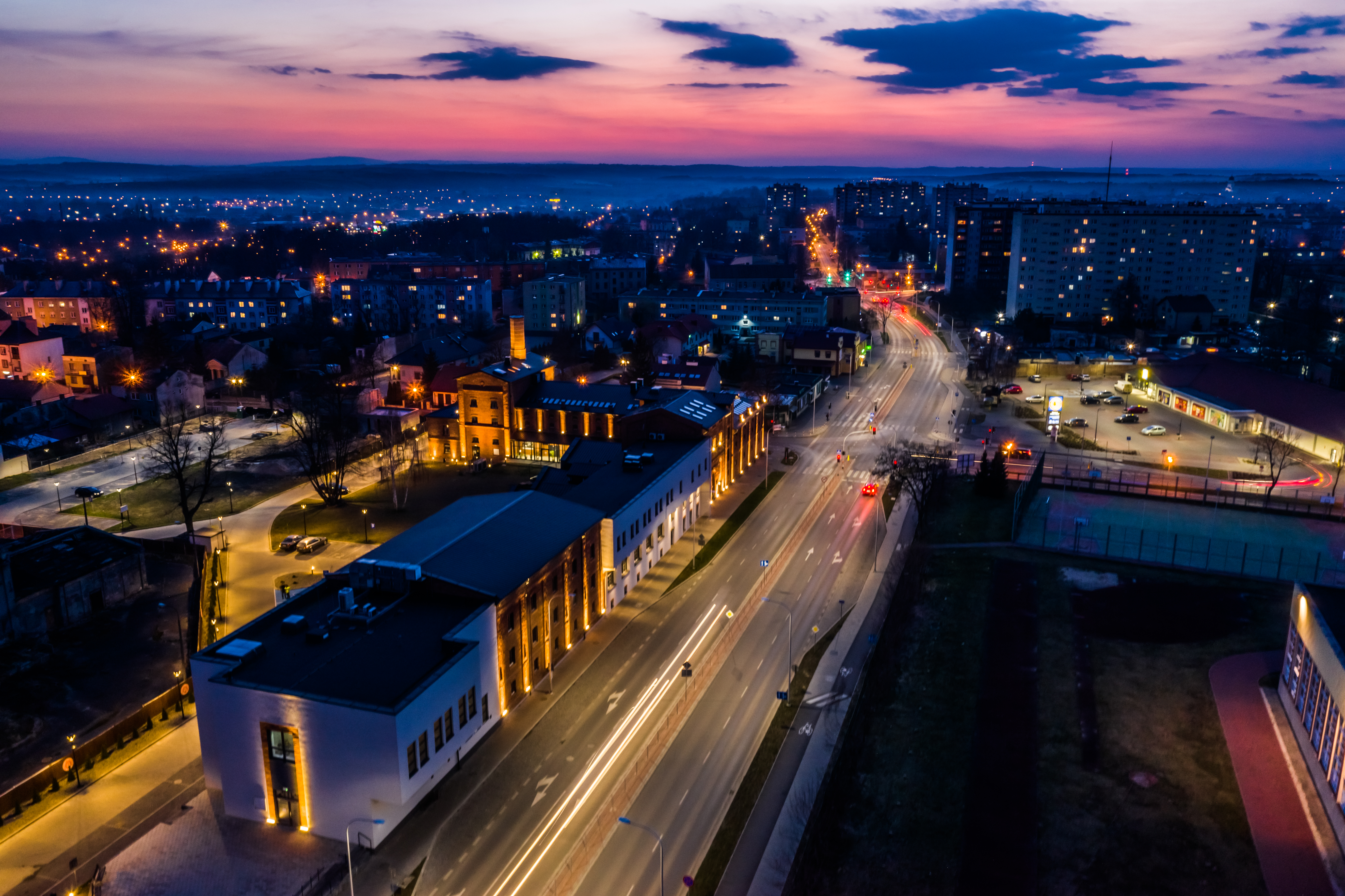
Cervejaria Cultural Ostrowiec — antiga Cervejaria Saski de 1908

Os mais antigos vestígios documentados de assentamento permanente datam da Idade da Pedra (aproximadamente 4 mil anos a.C.). Foi nessa época que tribos nômades do rio Danúbio chegaram à área da atual Ostrowiec — os povos das culturas Lengyel, dos vasos funiculares e das ânforas globulares. O sílex extraído das minas nos contrafortes da colina Iłżec foi usado pelos colonos para fazer ferramentas. O local de mineração mais bem preservado é a Reserva Arqueológica “Krzemionki”, em Krzemionki Opatowskie. Os primeiros registros das áreas que compreendem a cidade atual datam do século XIV, e o vilarejo de Ostrów, que deu origem à cidade de Ostrowiec, data do século XIV. O vilarejo estava situado na margem direita do rio Kamienna. As primeiras tentativas de localizar uma cidade na área do vilarejo de Ostrów, na margem direita do rio Kamienna, foram feitas no início do século XVI por Kacper Maciejewski. No final do século XVI (em 1564, Denków, antiga Magna Michów, recebeu direitos de cidade), Ostrów tornou-se propriedade de Jakub Gawroński (brasão de armas Rawicz), que demarcou um local na margem esquerda do rio para construir uma cidade. Presume-se que ela tenha sido construída sobre a chamada “raiz bruta” em 1597. Em 1613, Ostrowiec recebeu direitos de cidade.
Ostrowiec tornou-se parte da propriedade do conde Jan Tarnowski, do brasão de Leliwa. Mais tarde, a propriedade de Ostrowiec ficou em posse das maiores famílias de magnatas da República da Polônia: Tarnowski, Czartoryski, Lubomirski, Radziwiłł, Ostrogski, Zasławski, Sanguszko, Wielopolski, Dobrzański, Łubieński e outros. Em 1889, a propriedade de Ostrowiec foi fragmentada e cada parte recebeu uma hipoteca separada.
No final do século XVIII e no século XIX, a indústria se desenvolveu intensamente na área de Ostrowiec. Em meados do século XIX, houve o desenvolvimento gradual do conceito Staszic de industrialização do vale do rio Kamienna com base na potência motora do rio e de seus afluentes e nos recursos locais de carvão e minério de ferro. Foi assim que as fábricas em Brody Iłżeckie, Nietulisko, Doly Biskupich, Chmielów ou Bodzechów, entre outras, foram fundadas. Entre 1837 e 1839, foi inaugurada uma siderúrgica chamada Klimkiewiczów (em homenagem ao construtor — Antoni Klimkiewicz). Ao redor da siderúrgica, que com o tempo recebeu o nome de Fábrica de Ostrowiec, desenvolveram-se fábricas menores, incluindo materiais refratários e alimentos. Na virada dos séculos XIX e XX, a siderúrgica de Ostrowiec tornou-se a segunda maior fábrica do gênero na Polônia do Congresso.
Durante a revolução de 1905, ocorreram aqui revoltas de trabalhadores em massa, culminando com a proclamação da República de Ostrowiec em 27 de dezembro de 1905. Por um período de cerca de duas semanas, o Partido Socialista Polonês, liderado por Ignacy Boerner, assumiu o poder na cidade e nos distritos vizinhos. O colapso da República de Ostrowiec ocorreu após a chegada de dois regimentos de infantaria czarista com artilharia na cidade.
Em 1921, havia 20 492 habitantes. Em 1929, havia uma igreja e uma sinagoga.
No período entre guerras, Ostrowiec se desenvolveu graças aos investimentos relacionados à construção do Distrito Industrial Central. Em 1924, a cidade expandiu significativamente seus limites e separada da união do governo do condado de Opatów. Na eclosão da Segunda Guerra Mundial, Ostrowiec tinha uma população de cerca de 30 mil habitantes.
Em junho de 1926, foi deflagrada uma greve de trabalhadores da siderúrgica local. As autoridades sanitárias prenderam os líderes da greve. Em 9 de junho, os trabalhadores tentaram recapturar os presos. Houve um confronto com o exército e a polícia. Quatro participantes da manifestação foram mortos e 9 ficaram gravemente feridos.
Em Ostrowiec, durante o período entre guerras, ativistas comunistas posteriores bem conhecidos estavam ativos, incluindo Julian Leński-Leszczyński (mais tarde líder do Partido Comunista da Polônia) e Aleksander Zawadzki (no período pós-guerra, entre outros, presidente do Conselho de Estado).
Em 1932, houve um julgamento de 21 membros do Partido Comunista da Polônia de Ostrowiec acusados de liquidar um provocador da polícia nas fileiras do partido.
Desde 1937, a cidade tem o nome moderno de Ostrowiec Świętokrzyski. Anteriormente, nas décadas de 1920 e 1930, o nome Ostrowiec Kielecki foi usado, e no início do século XX, Ostrowiec nad Kamienną.

### Segunda Guerra Mundial

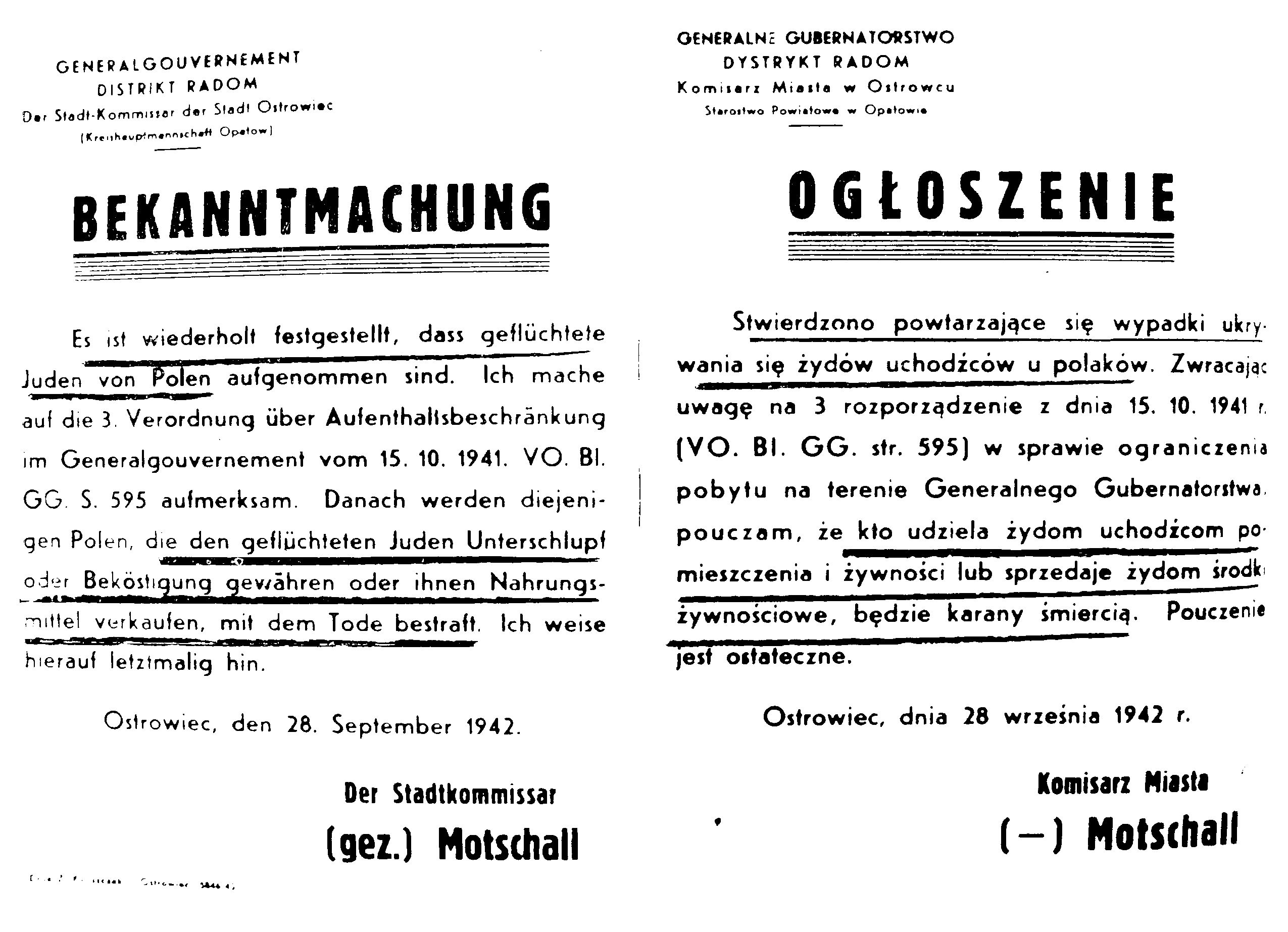
“Foram observados repetidos incidentes de judeus escondidos com poloneses...” um aviso assinado com a assinatura do comissário de ocupação da cidade Bruno Motschall em 1942

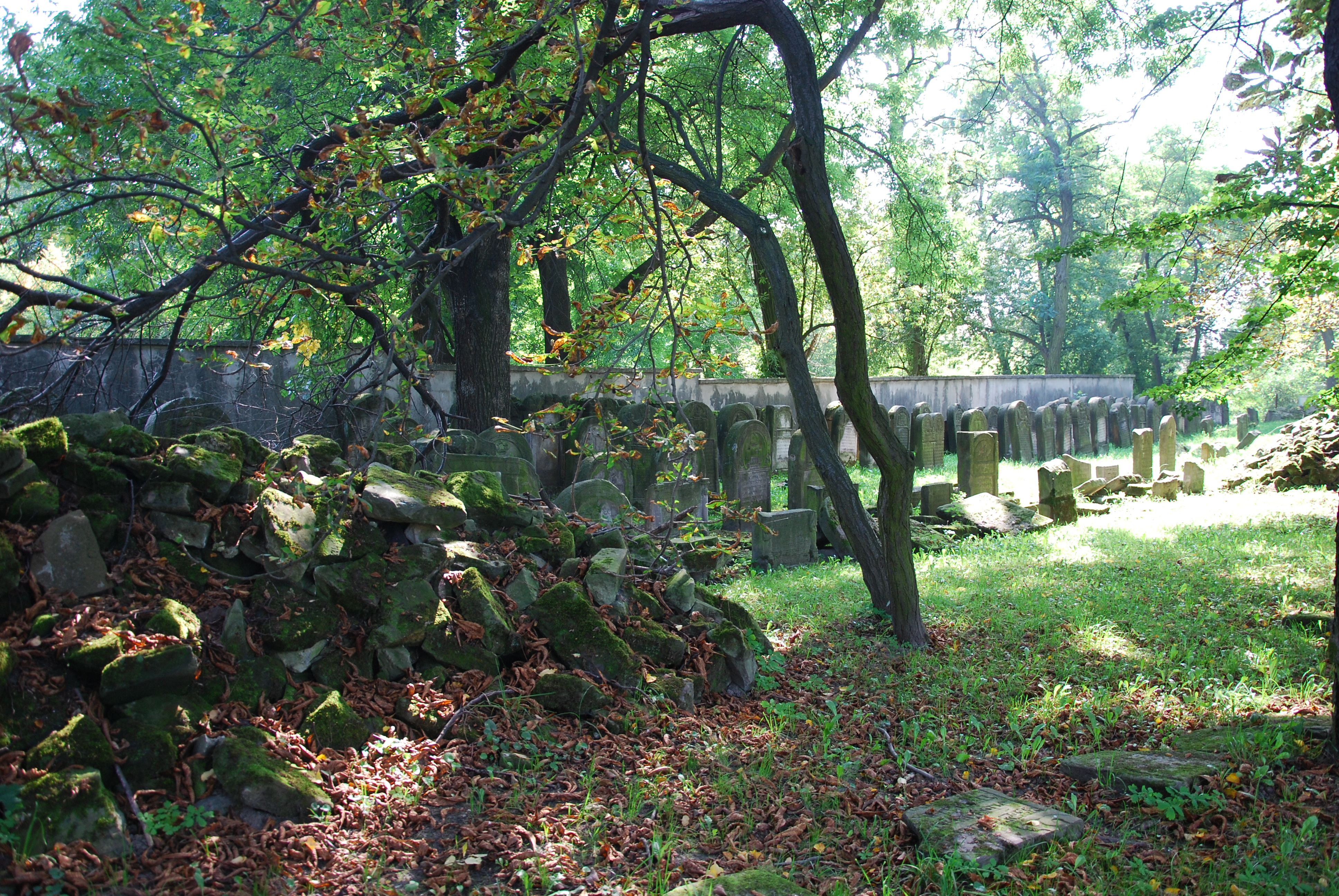
Lapidário feito de matzevas no cemitério judaico

As tropas alemãs ocuparam Ostrowiec em 8 de setembro de 1939, o que forçou a população a se envolver em lutas clandestinas e partidárias. Durante a Segunda Guerra Mundial e a ocupação alemã, 11 mil judeus de Ostrowiec foram assassinados. Inúmeras execuções públicas ocorreram em Ostrowiec (por exemplo, em 30 de setembro de 1942 - 29 pessoas), e campos de trânsito para prisioneiros de guerra, um campo para o Serviço de Construção, um campo de trabalho (1941–1943) e um gueto judeu (1943–1944) também foram estabelecidos aqui. De 1940 a 1944, Bruno Motschall atuou como comissário da cidade (em alemão: Stadtkommissar).
A cidade era um centro de atividades do movimento clandestino polonês; a União da Luta Armada-Exército da Pátria, o Partido Socialista Polonês – Liberdade, Igualdade, Independência, a Organização Militar Nacional-Forças Armadas Nacionais e a Guarda Popular (mais tarde Exército do Povo) atuavam aqui.
Em 1943, o comissário Bruno Motschall foi sequestrado em plena luz do dia, no centro da cidade, em um hotel na então rua Boerner (hoje rua Sandomierska), por uma unidade do Exército da Pátria composta por: Marian Cisowski a.k.a. “Cichy”, Jan Kocjan a.k.a. “Śpioch” “Leń”, Jerzy Żak a.k.a. “Smok”, Zygmunt Nowakowski e Czesław Szymański a.k.a. “Mściciel”. Os sequestradores neutralizaram a segurança e sequestraram o comissário com seu próprio carro. Eles fugiram na direção de Częstocice para Chmielów. O carro foi seguido por um grupo de perseguição alemão com 60 alemães. Devido a um defeito no carro, os sequestradores foram pegos em Chmielów, onde houve um tiroteio no qual três sequestradores foram mortos. A lápide de três soldados do Exército da Pátria mortos durante a operação de sequestro: Marian Cisowski (20 anos), Jan Kocjan (31 anos) e Jerzy Żak (23 anos) está localizada no cemitério de Szewno.
Em Ostrowiec, durante a ocupação, vários membros do Exército da Pátria roubaram e mataram um grupo de jovens judeus que buscavam contatos com a resistência polonesa. Após fazer o juramento sobre a bandeira do Exército da Pátria, eles foram assassinados.
A partir de junho de 1943, Ostrowiec tornou-se a sede da liderança da Guarda Popular do Distrito de Radom e, de janeiro a julho de 1944, abrigou o comando do Terceiro Distrito do Exército Popular.
Em 16 de janeiro de 1945, as tropas do 6.º Exército da Primeira Frente Ucraniana entraram em Ostrowiec. Na praça Wolności, no local onde 29 poloneses foram executados em 30 de setembro de 1942, um Monumento de Gratidão e Martírio foi erguido para lembrar os executados e os soldados mortos durante a batalha pela cidade.

### Período pós-guerra

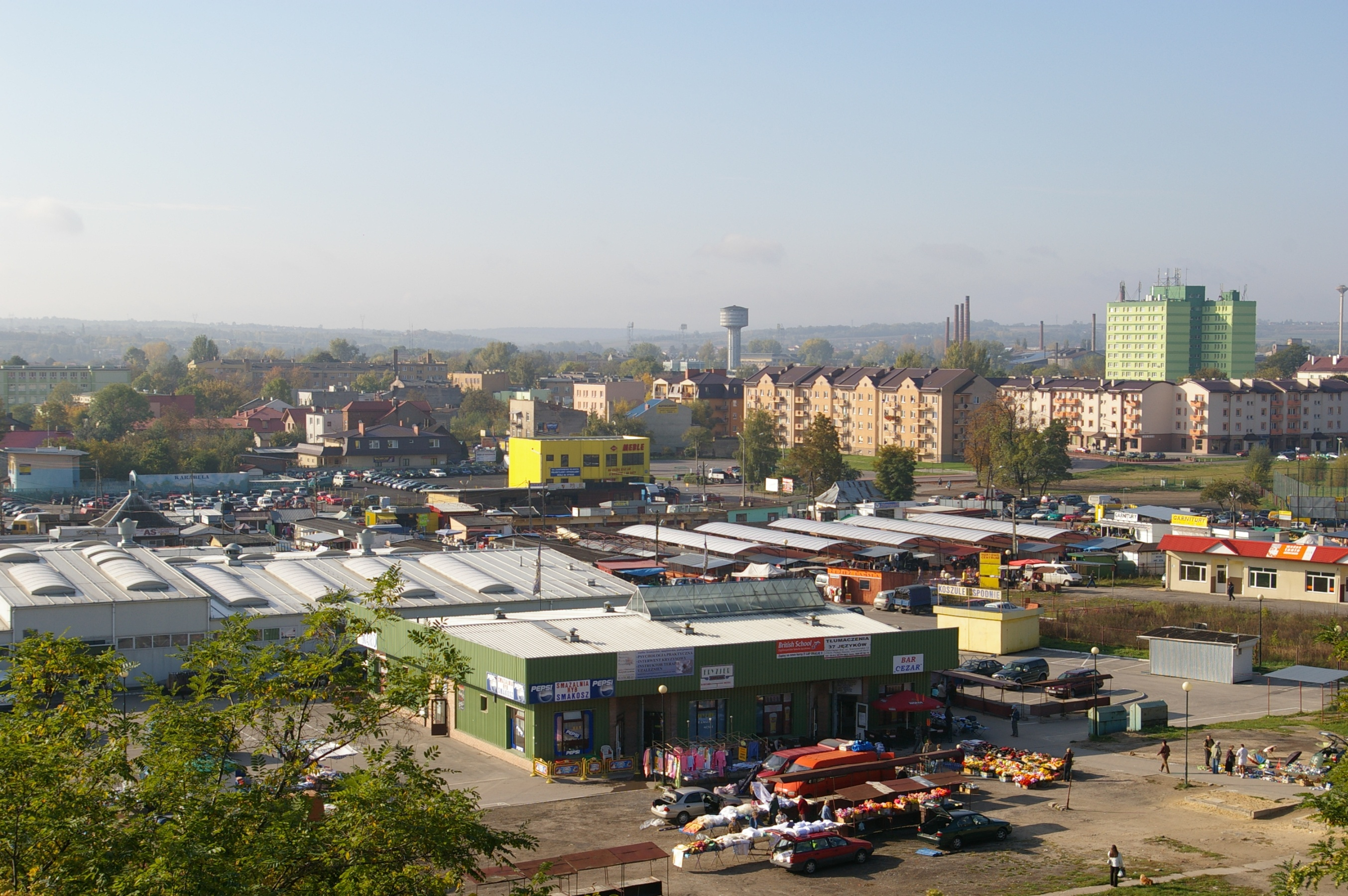
Mercado municipal

No período pós-guerra, Ostrowiec voltou a se desenvolver rapidamente. Em 1954, vários assentamentos suburbanos foram incorporados à cidade, incluindo a antiga cidade de Denków. As moradias foram desenvolvidas intensamente para atender às necessidades da crescente população. Na década de 1970, uma nova unidade metalúrgica da siderúrgica Marcel Nowotko foi instalada na parte leste de Ostrowiec, e fábricas de materiais refratários também foram inauguradas. Com sua construção, novos conjuntos habitacionais de blocos de apartamentos (Słoneczne, Ogrody, Złotej Jesieni, Stawki e Rosochy) foram construídos principalmente para os funcionários da nova fábrica. Além da indústria pesada, a indústria leve estava se desenvolvendo. Várias empresas de vestuário foram criadas em Ostrowiec, lideradas pelas duas fábricas da Wólczanka.
Por uma resolução do Conselho Estatal de 10 de janeiro de 1970, a cidade recebeu a Ordem da Cruz de Grunwald, 2.ª classe.
Após a transformação do sistema, a Huta Ostrowiec, assim como outras empresas estatais, entrou em declínio, o desemprego aumentou e o desenvolvimento da cidade se baseou no pequeno empreendedorismo. Ao mesmo tempo, foram criadas várias empresas municipais, incluindo, em 1991, a Energia Térmica Municipal.
O caráter do desenvolvimento urbano da cidade também mudou. A construção de novos blocos de apartamentos foi abandonada, enquanto os conjuntos habitacionais unifamiliares, como Kolonia Robotnicza, Piaski Hen.ºyków, Gutwin e Koszary, desenvolveram-se em ritmo acelerado.
Em 1996, foi criada a primeira universidade da cidade, a Escola Superior de Negócios e Empreendedorismo em Ostrowiec Świętokrzyski.
A década de 1990 e o início do século XXI foram uma época de sucesso para o Ostrowiec KSZO. Em 1997, o time de futebol foi o primeiro da voivodia de Kielce a ser promovido para o Campeonato Polonês de Futebol, participando dela por um total de três temporadas: 1997/98, 2001/02 e 2002/03, enquanto os jogadores de polo aquático do KSZO venceram o campeonato polonês várias vezes durante esse período (em 1994, 1995, 1997, 1998, 2001).
Com os sucessos esportivos, a cidade se concentrou na expansão de suas instalações esportivas e recreativas. O estádio KSZO foi modernizado, uma nova piscina olímpica Rawszczyzna e um salão de esportes e entretenimento foram construídos. Como resultado, Ostrowiec tornou-se uma arena para importantes eventos esportivos, jogos da seleção polonesa de futebol, campeonatos poloneses de boxe e natação.
Em 2001, a cidade foi atingida por uma enchente. Devido à quebra da antepara do reservatório Wióry em construção no rio Świślina, o rio Kamienna excedeu o nível de alarme em 5 metros, e seus afluentes Modła e Szewnianka saíram de suas margens. A água inundou aproximadamente 200 hectares na parte sul da cidade.
Em 2003, os ativos da falida Huta Ostrowiec foram comprados pela empresa espanhola Celsa. Desde 2006, o toque de corneta da cidade, Zew młodych ostrowczanan, é realizado diariamente. Em 2008, foi criado um centro de cardiologia invasiva no hospital de Ostrowiec. Em 2014, foi criada uma filial do centro provincial de tráfego rodoviário, de modo que os testes de direção podem ser feitos novamente aqui.
Em 2021, um batalhão de infantaria leve da 10.ª Brigada de Santa Cruz de Defesa Territorial foi criado na cidade. O local de deslocamento da subdivisão é um complexo de quartéis na propriedade Słoneczne. O batalhão deverá contar com mais de seiscentos soldados.
O despovoamento da cidade e a intensificação dos problemas socioeconômicos levaram a Academia de Ciências da Polônia a incluir Ostrowiec entre as cidades que estão perdendo funções socioeconômicas e aumentando sua distância de desenvolvimento.

## Arquitetura
- Igreja Colegiada de São Miguel Arcanjo — do início do século XVII, ampliada e reconstruída em estilo neobarroco entre 1924 e 1938;[29]
- Igreja de Santo Estanislau, o Bispo, no distrito de Denków — construída em 1700 em estilo barroco e posteriormente ampliada em 1904; ao lado, um campanário de 1806;[30]
- Complexo de palácio e parque no distrito de Częstocice com o antigo palácio dos Condes de Wielopolscy de 1887 a 1899, atualmente o Museu de História e Arqueologia;[31]
- Igreja de madeira do Sagrado Coração de Jesus na rua Sandomierska, construída no estilo Zakopane, em 1932, projetada por Tadeusz Rekwirowicz;[32]
- Antiga pousada postal da virada dos séculos XVIII e XIX na rua Szeroka;
- Restos de um cemitério judeu entre as seções iniciais das ruas Iłżecka e Sienkiewicza;
- Prédio dos Correios na avenida 3 Maja, construído entre 1925 e 1927;
- Prédio do antigo escritório da previdência social, de 1931, na rua Focha;
- Estação de trem do final do século XIX;
- Estátua de São Floriano de 1776 na praça São Floriano;
- Capela do cemitério da família Pietrzykowski de 1880, no cemitério paroquial, rua Denkowska;
- Casa senhorial do século XIX, rua Świętokrzyska, 40.

Monumentos selecionados da cidade
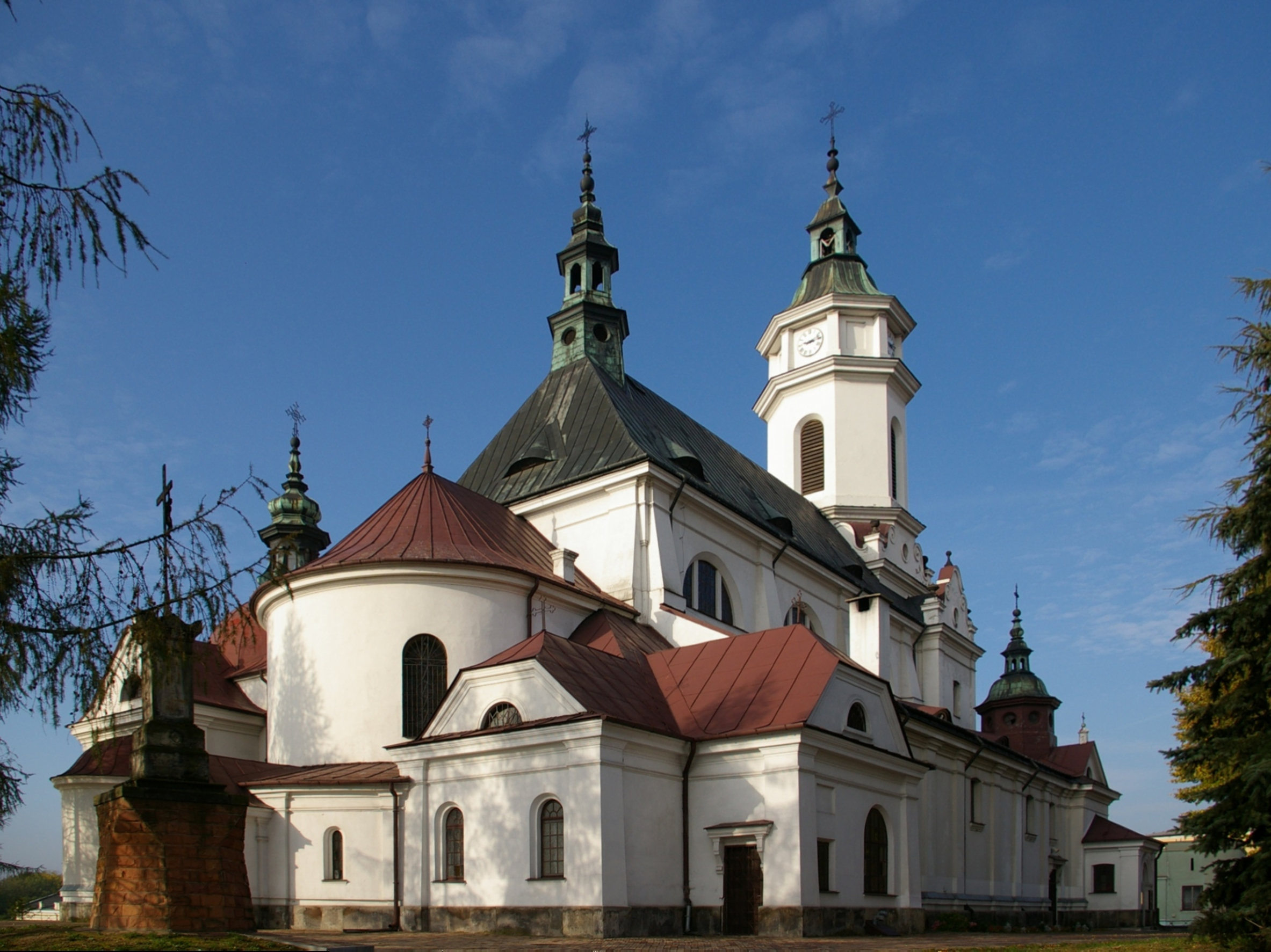
Igreja Colegiada de São Miguel Arcanjo
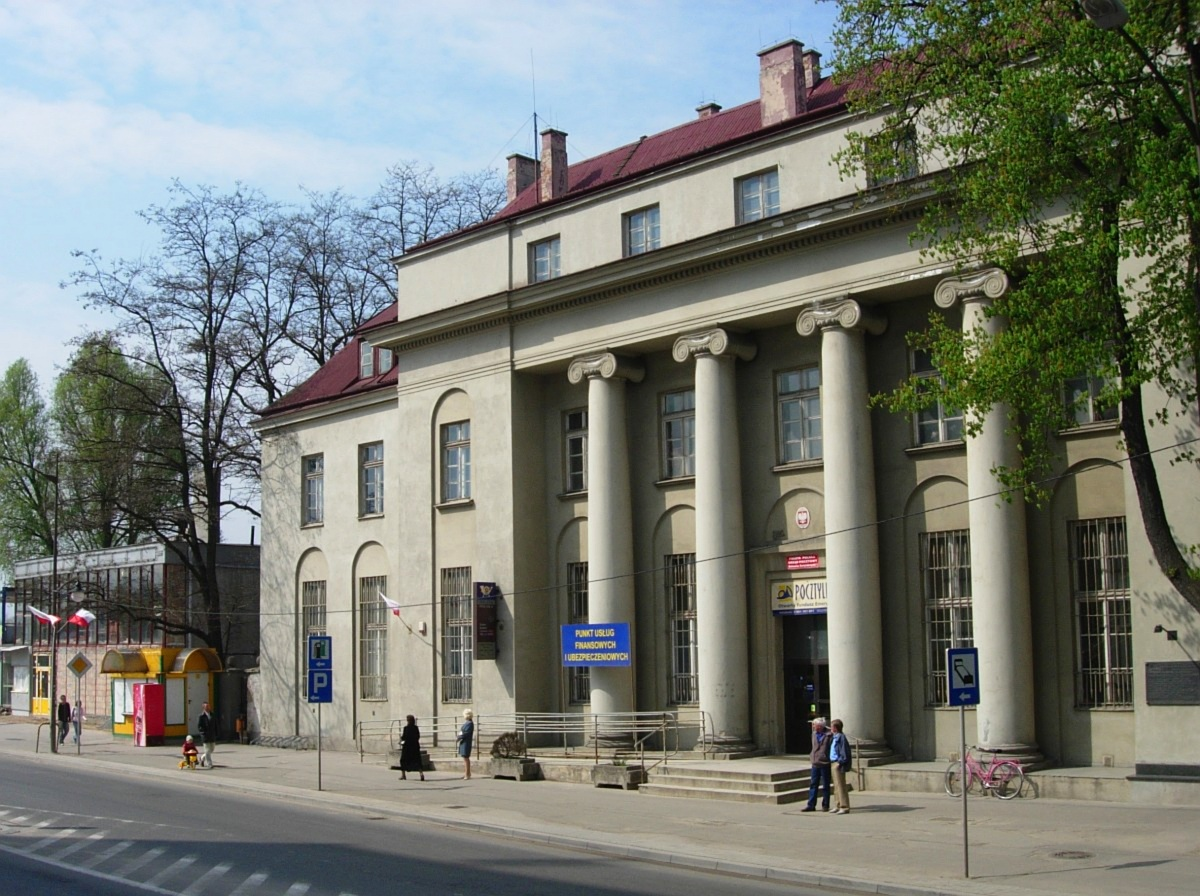
Prédio dos Correios (1925–1927)
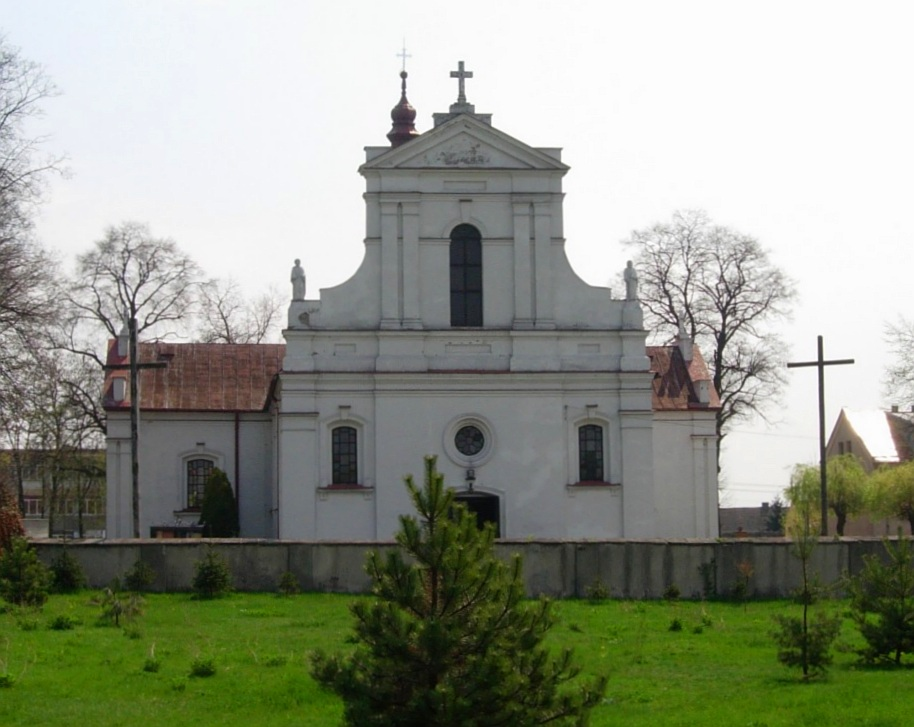
Igreja de Santo Estanislau, o Bispo
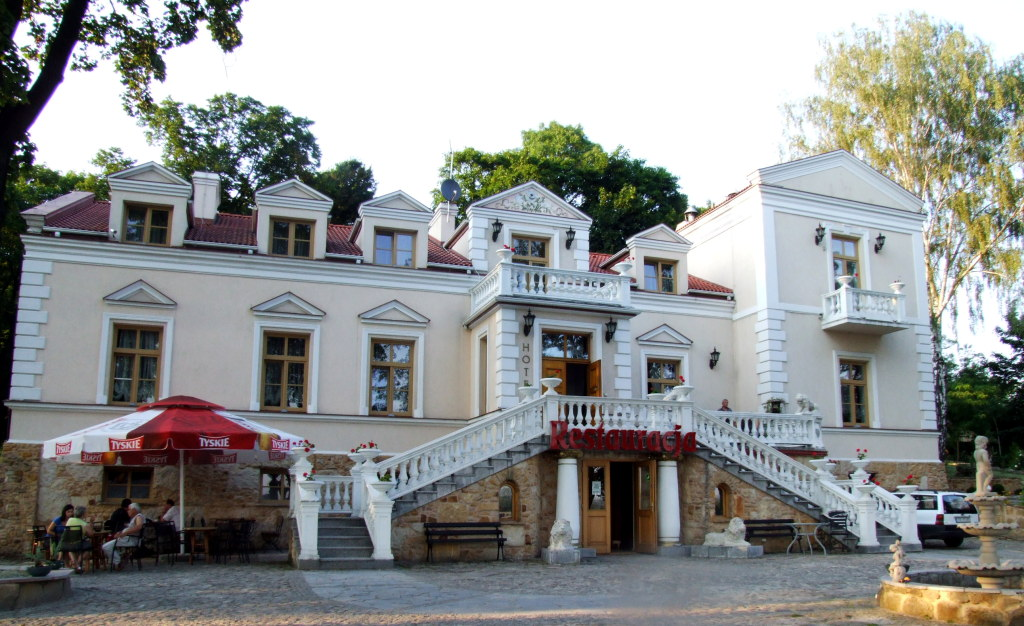
Pavilhão de caça dos Condes de Wielopolscy na rua Kuźnia, agora um hotel
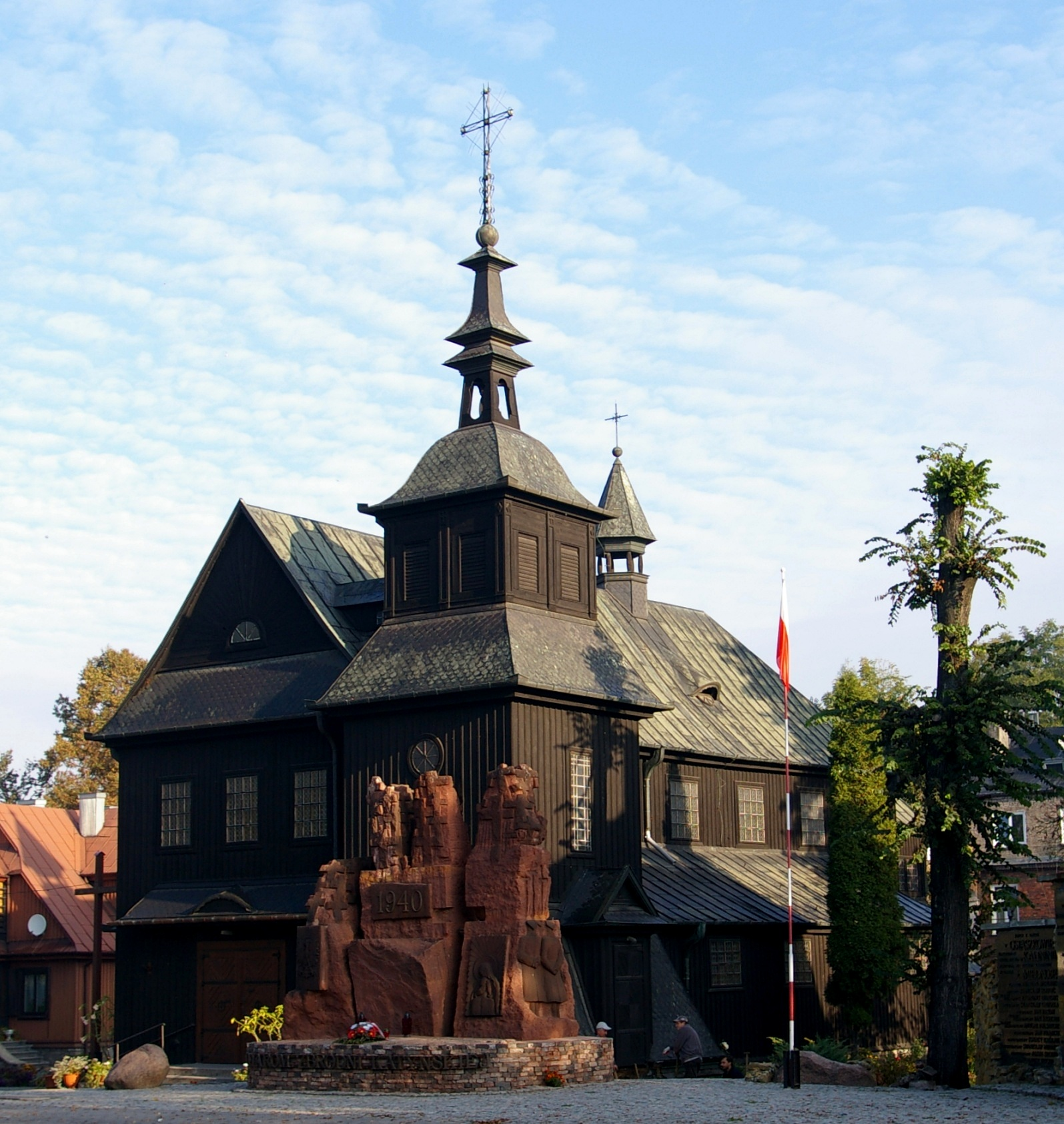
Igreja de madeira do Sagrado Coração de Jesus, de 1932

## Demografia
Conforme os dados do Escritório Central de Estatística da Polônia (GUS) de 31 de dezembro de 2024, Ostrowiec Świętokrzyski é uma cidade pequena com uma população de 61 637 habitantes (2.º lugar na voivodia de Santa Cruz e 61.º na Polônia), tem uma área de 46,4 km² (4.º lugar na voivodia de Santa Cruz e 97.º lugar na Polônia) e uma densidade populacional de 1 328 hab./km² (3.º lugar na voivodia de Santa Cruz e 175.º lugar na Polônia). Nos anos 2002–2024, o número de habitantes diminuiu 18,1%.
Os habitantes de Ostrowiec Świętokrzyski constituem cerca de 61,99% da população do condado de Ostrowiec, constituindo 5,30% da população da voivodia de Santa Cruz.
| Descrição                         | Total      | Total    | Mulheres   | Mulheres | Homens     | Homens   |
| --------------------------------- | ---------- | -------- | ---------- | -------- | ---------- | -------- |
| unidade                           | habitantes | %        | habitantes | %        | habitantes | %        |
| população                         | 61 637     | 100      | 32 753     | 53,1     | 28 884     | 46,9     |
| área                              | 46,4 km²   | 46,4 km² | 46,4 km²   | 46,4 km² | 46,4 km²   | 46,4 km² |
| densidade populacional (hab./km²) | 1 328      | 1 328    | 705,2      | 705,2    | 622,8      | 622,8    |

## Divisão administrativa
A cidade é dividida administrativamente em 20 conjuntos habitacionais: Śródmieście, Kamienna, Ludwików, Hutnicze, Częstocice, Kuźnia, Kolonia Robotnicza, Sienkiewiczowskie, Trójkąt, Spółdzielców, Słoneczne, Gutwin, Koszary, Rosochy, Ogrody, Denków, Pułanki, Stawki, Piaski Hen.ºyków e Złotej Jesieni. Cada um deles tem seu próprio órgão autônomo, chamado Conselho de Bairro Autônomo, para apoiar as atividades do Conselho Municipal.

## Transportes
As seguintes rodovias passam por Ostrowiec:
- Estrada nacional n.º 9  rota europeia E371: Radom – Ostrowiec – Rzeszów
- Estrada provincial n.º 751: Suchedniów – Nowa Słupia – Ostrowiec
- Estrada provincial n.º 754: Ostrowiec – Solec nad Wisłą – Gołębiów
- Estrada provincial n.º 755: Ostrowiec – Ożarów – Kosin.

### Transporte municipal

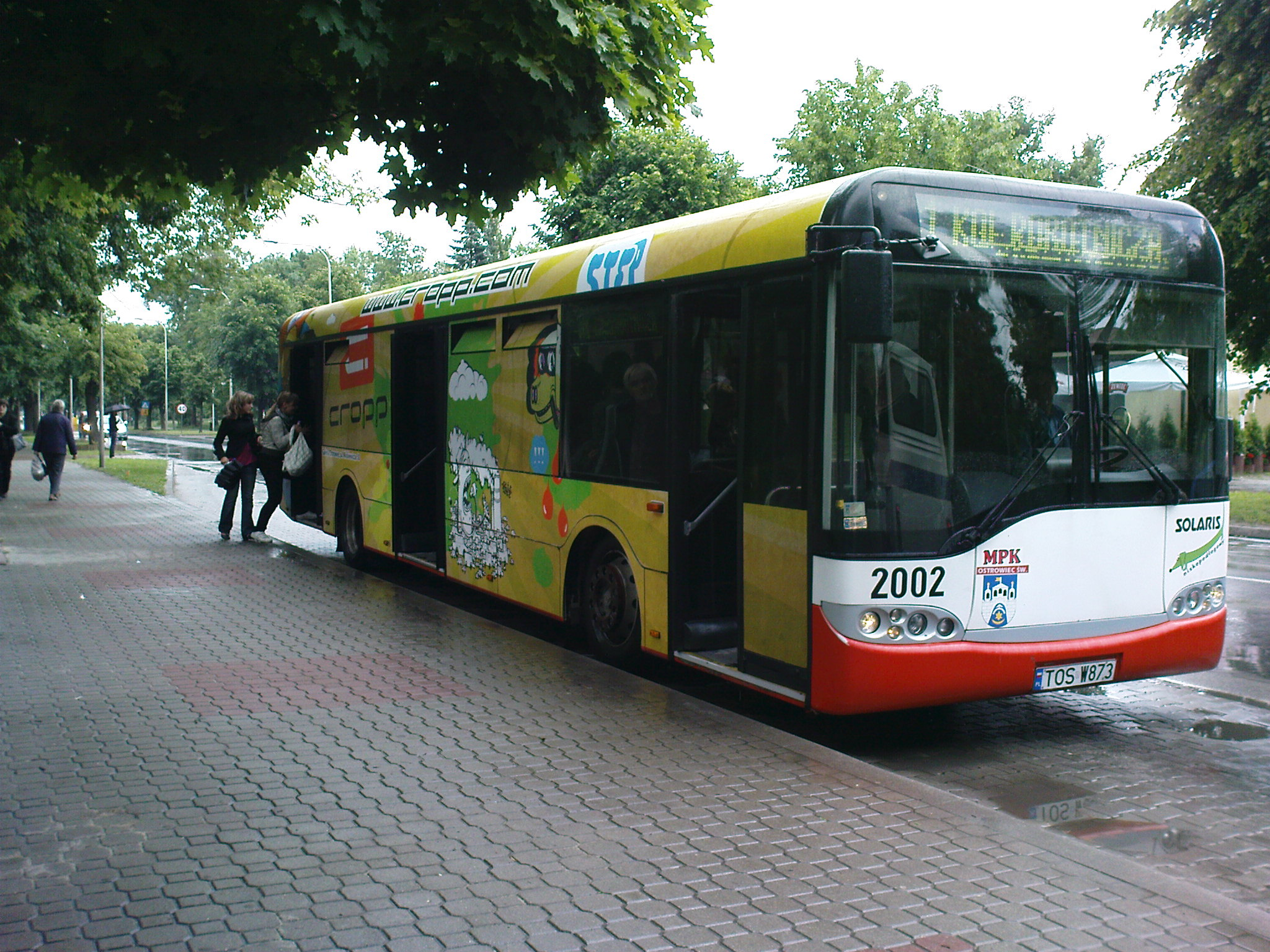
Ônibus Solaris Urbino 12 I MPK Ostrowiec Świętokrzyski

Em Ostrowiec Świętokrzyski, o transporte público é fornecido pela empresa municipal MZK Ostrowiec Świętokrzyski. É composto por 12 linhas, cujas rotas circulam dentro dos limites administrativos da cidade de Ostrowiec Świętokrzyski. Dez linhas são linhas durante todo o dia (funcionando de manhã à tarde ou à noite) e duas linhas são linhas encore (operando apenas durante os horários de pico de tráfego). Os transportes públicos são servidos por 11 linhas durante a semana, 10 linhas aos sábados (excluindo a linha n.º 10), e aos domingos e feriados por 9 linhas (excluindo as linhas n.º 5, n.º 7 e n.º 10) e pela transportadora privada Trans Katrina (19 linhas).

### Transporte intermunicipal
Ostrowiec Swietokrzyski tem uma conexão direta com muitas cidades na Polônia, os ônibus de Ostrowiec chegam a, entre outras: Częstochowa, Gdansk, Kielce, Cracóvia, Krosno, Krynica-Zdrój, Lublin, Łódź, Opole, Poznań, Przemyśl, Rzeszów, Varsóvia, Breslávia, Zakopane e Jastrzębia Góra. Assim como para Brno, Viena e e as cidades italianas de Galatina, Mestre (Veneza), Bolonha, Foggia, Tarento, Brindisi, Lecce, Racale.

### Transporte ferroviário

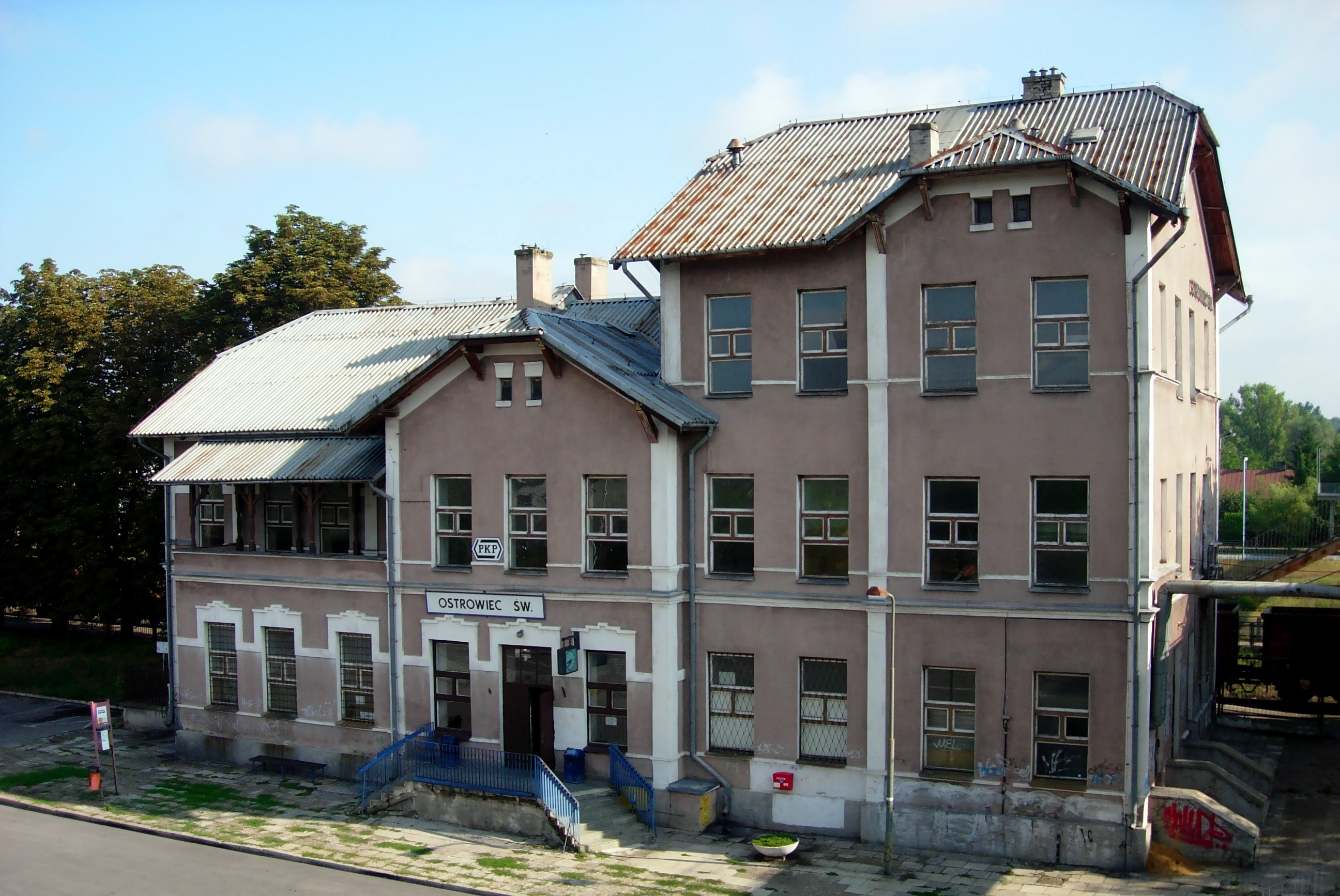
Estação ferroviária em Ostrowiec Świętokrzyski

A linha ferroviária n.º 25 passa por Ostrowiec Świętokrzyski, conectando Łódź Kaliska com a estação Dębica.
A ferrovia foi levada para Ostrowiec em 1884. Em 1885, a construção da estação ferroviária foi concluída e a inauguração cerimonial da linha foi realizada. A usina de açúcar “Częstocice” e a usina de Ostrowiec tinham seus próprios ramais ferroviários em Ostrowiec. Mais tarde, a linha foi estendida até a Metalúrgica em Bodzechów. Em 1915, os russos estenderam a linha até Sandomierz. Em 1907, a viagem de Skarżysko a Ostrowiec levava cerca de 2 horas.
Na década de 1960, foi planejada a construção de uma linha ferroviária ligando Kielce a Lublin, que passaria por Ostrowiec. No entanto, esses planos não foram concretizados.
Na década de 1970, um segundo trilho de trem foi construído na rota de Skarżysko a Sandomierz. Até então, os trens passavam uns pelos outros nas estações ao longo da rota. Em 1987, a linha foi eletrificada.
Ostrowiec é agora o terminal dos trens Regio de Skarżysko-Kamienna. Desde dezembro de 2011, a PKP Intercity lançou um trem TLK entre Przemyśl — Sandomierz — Skarżysko Kamienna — Warszawa Wschodnia. O trem Ostrowiec-Skarżysko-Kamienna-Kielce-Cracóvia tem seu ponto de partida em Ostrowiec.
Ostrowiec Świętokrzyski está localizada na rota do “sexto raio” do Porto Central de Transportes em direção à região da Subcarpácia. O investimento também envolveria a construção de uma nova linha ferroviária partindo de Radom, passando por Iłża e Kunów. A viagem de trem de Ostrowiec para Varsóvia seria reduzida para cerca de uma hora e meia, com um tempo semelhante para chegar ao novo aeroporto.

## Educação
- Escolas de ensino fundamental:

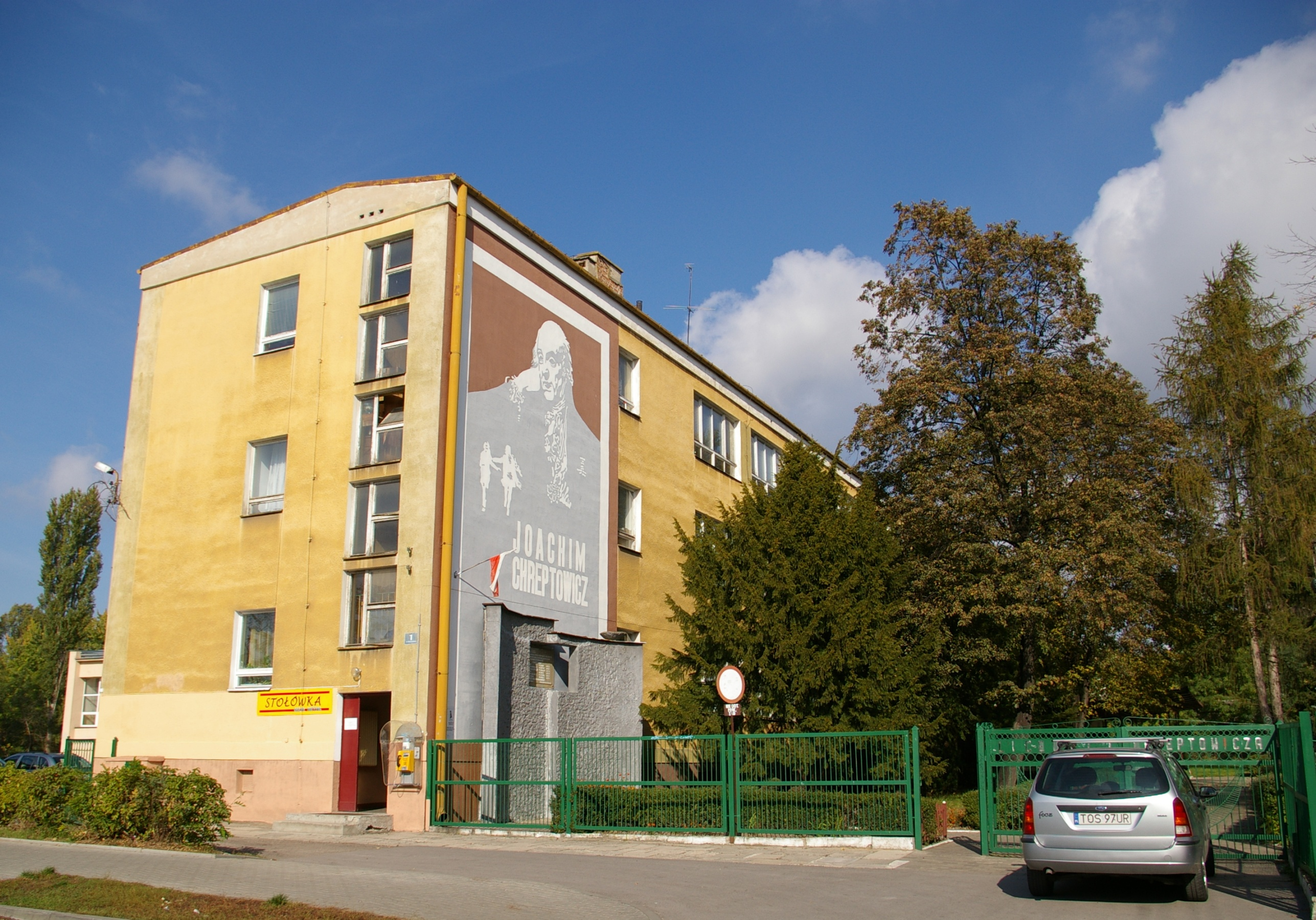
Escola secundária nº II, Joachim Chreptowicz

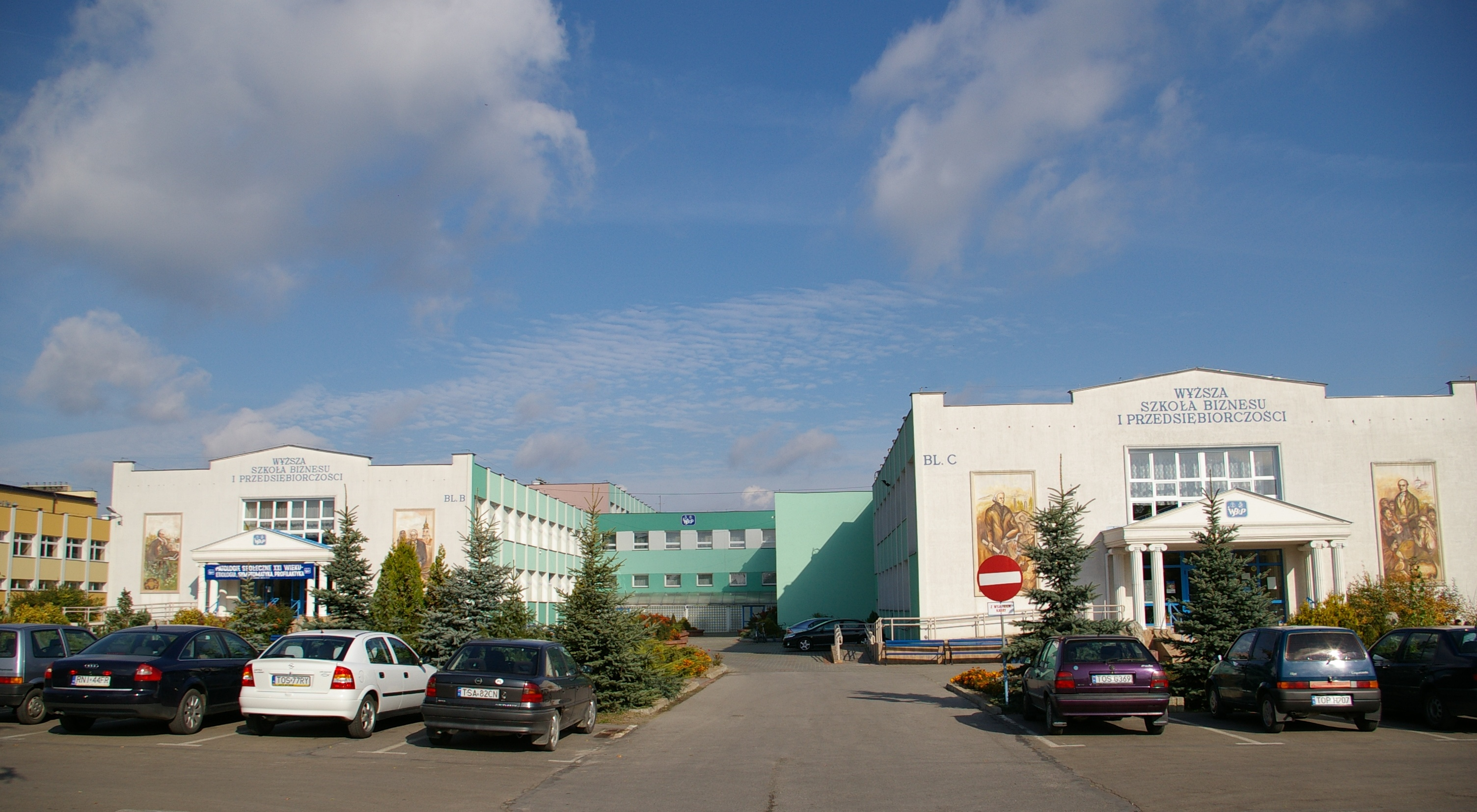
Faculdade de Administração e Negócios

  - Escola primária pública n.º 1[42]
  - Escola primária pública n.º 3 Bolesau, o Bravo[43]
  - Escola primária pública n.º 4 Partidários da Terra de Kielce[44]
  - Escola primária pública n.º 5 Stefan Żeromski[45]
  - Escola primária pública n.º 7 Henryk Sienkiewicz[46]
  - Escola primária pública n.º 9 Marechal Józef Piłsudski[47]
  - Escola primária pública n.º 10[48]
  - Escola primária pública n.º 14 Orląt Lwowskich no Complexo de Escolas Públicas n.º 2[49]
  - Escola primária pública especial n.º 1[50]
  - Escola primária pública especial n.º 21[51]
  - Escola primária pública católica São Zygmunt Szczęsny Feliński[52]
  - Escola primária particular Estanislau Konarski[53]
  - Pré-escola e equipe educacional Escola com Paixão Elżbiety Sołtys Escola primária particular[54]
  - Escola primária particular “Dwunastka”[55]
  - Escola primária Cavaleiro da Ordem do Sorriso em Częstocice[56]
- Escolas de ensino médio:
  - Escola secundária n.º I Stanisław Staszic[57]
  - Escola secundária n.º II Joachim Litawor Chreptowicz[58]
  - Escola secundária n.º III Władysław Broniewski[59]
  - Escola secundária Campeonato Esportivo[60]
  - Escola secundária católica padre Marcin Popiel[61]
  - Escola secundária técnica particular (Departamento de Desenvolvimento Profissional em Kielce)[62]
  - Complexo Escolar n.º 1 Nicolau Copérnico[63]
  - Complexo Escolar n.º 2[64]
  - Complexo Escolar n.º 3[65]
  - Complexo Escolar n.º 4[66]
  - Centro de Educação Profissional e Continuada[67]
  - Escola de ensino médio particular Stanisław Konarski[53]
- Universidades:
  - Universidade de Negócios e Empreendedorismo[68]
  - Universidade de Comércio de Kielce, filial de Ostrowiec Świętokrzyski[69]

## Comunidades religiosas

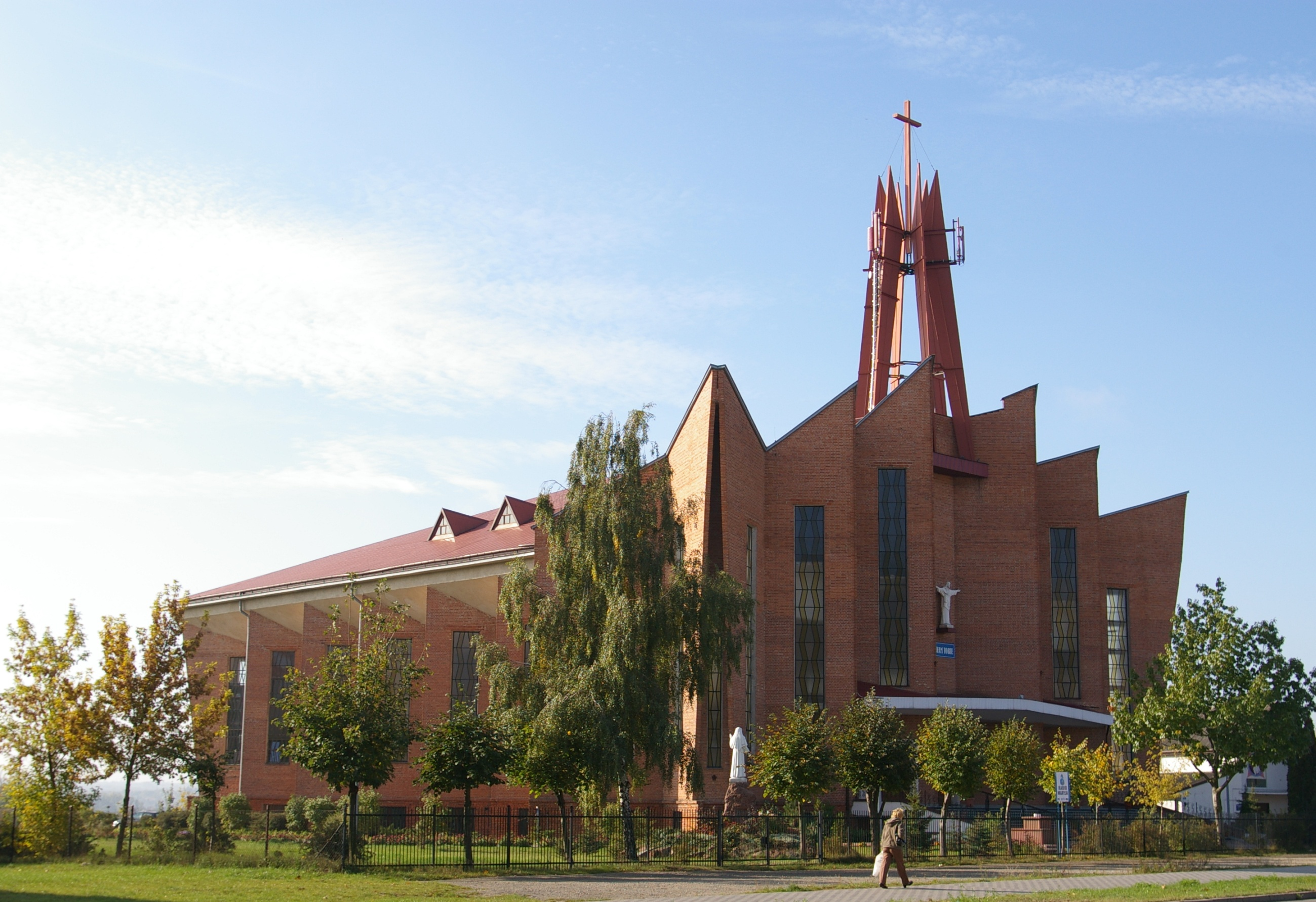
Santuário da Divina Misericórdia

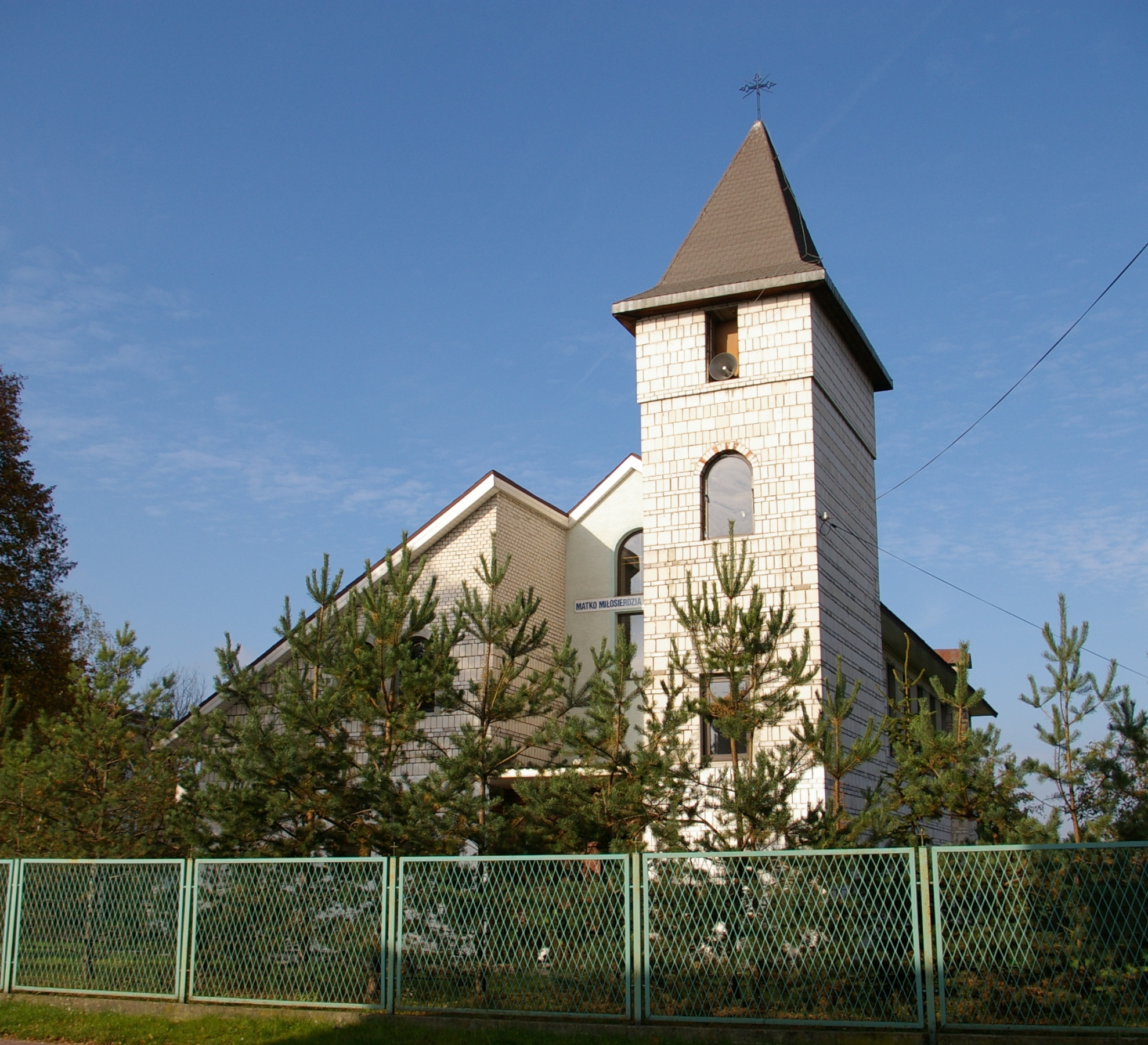
Igreja católica polonesa da Virgem Maria

As seguintes igrejas e associações religiosas realizam atividades na cidade:
- Igreja Católica na Polônia:
  - Paróquia de São João Paulo II[70]
  - Paróquia de Cristo, o Mestre[71]
  - Paróquia de Santa Edviges, a Rainha[72]
  - Paróquia de Santo Casimiro[73]
  - Paróquia de Nossa Senhora do Redentor[74]
  - Paróquia de São Miguel Arcanjo[75]
  - Paróquia da Divina Misericórdia[76]
  - Paróquia do Sagrado Coração de Jesus[32]
  - Paróquia da Bem-Aventurada Virgem Maria de La Salette[77]
  - Paróquia da Exaltação da Santa Cruz[78]
  - Paróquia de Santo Estanislau[30]
- Igreja Católica Polonesa na República da Polônia:
  - Paróquia da Virgem Maria[79]
- Igreja Nacional Católica na Polônia
  - Paróquia de Nossa Senhora do Perpétuo Socorro[79]
- Igreja Adventista do Sétimo Dia na Polônia:
  - Congregação da Igreja Adventista do Sétimo Dia[80]
- Testemunhas de Jeová:
  - Quatro igrejas: Ostrowiec Świętokrzyski-Sul, Ostrowiec Świętokrzyski-Oeste (incluindo um grupo de linguagem de sinais), Ostrowiec Świętokrzyski-Norte, Ostrowiec Świętokrzyski-Leste (dois Salões do Reino).

## Cultura
Eventos culturais e de entretenimento que estão ocorrendo em Ostrowiec:
- Festival de Blues e Rock Mira Kubasińska “Wielki Ogień”[81]
- Dias de Ostrowiec[82]
- Dias da Música[83]
- Apresentações de teatro[84]
- Dia de Finados do Jazz[85]
- Dias da Terra[86]
- Kabareton
- Reuniões de Shanta[87]
- Noites com a Palavra Viva em Santa Edviges Jan Krzysztof Szczygieł
- Encontros de Shakespeare em Ostrowiec[88]
- Barwy Reggae[89]

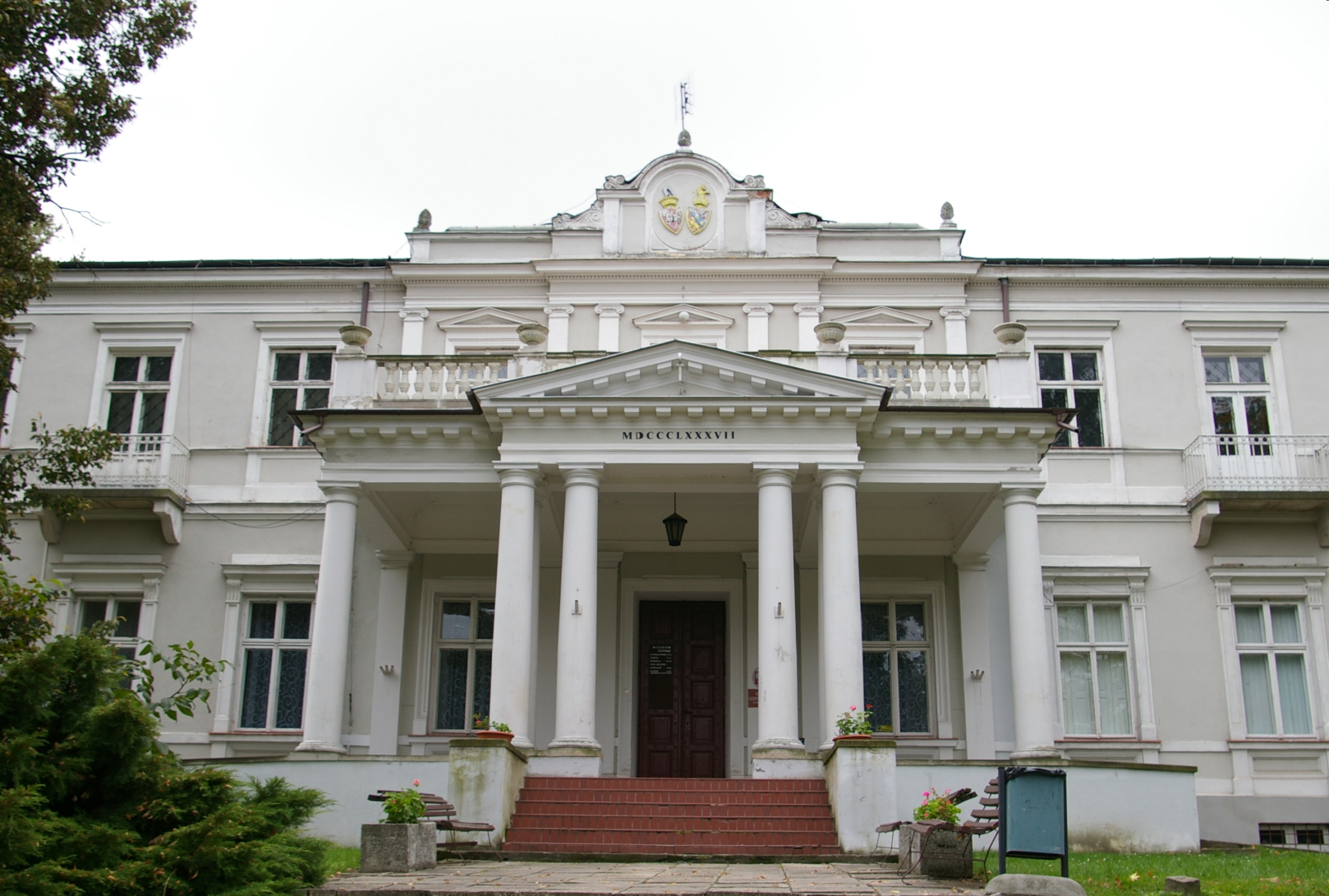
Museu Histórico e Arqueológico (Palácio Wielopolski)

Instituições culturais que operam em Ostrowiec:
- Centro Cultural Municipal[90]
- Escritório de Exposições Artísticas[91]
- Museu Histórico e Arqueológico[92]
- Biblioteca Pública Municipal[93]
- Associação Histórica de Ostrowiec “Solidariedade e Memória”
- Associação Cultural Nie z tej Bajki (Não é um conto de fadas)[94]
- Centro de Iniciativas Sociais e Culturais de Santa Cruz

## Meios de comunicação

### Imprensa local
- “Gazeta Ostrowiecka” é um jornal semanal publicado desde 15 de janeiro de 1951. Durante o período comunista, era o semanário da equipe da siderúrgica e se chamava Walczymy o Stal. O título foi alterado em 6 de janeiro de 1990.[95]
- “Extraostrowiec” — quinzenal gratuito, também publicado em versão eletrônica desde 2013.
- “Echo Ostrowieckie” — suplemento de sexta-feira do Echa Dnia.

### Televisão
- Lokalna.TV (anteriormente Ostrowiec.TV) — transmissão de TV local na rede Vectra e on-line.
- Telewizja Ostrowiecka — TV de notícias da cidade de Ostrowiec, transmite pela Internet e também pela rede Vectra.

### Rádio
- Radio Ostrowiec, 95,2 MHz — A primeira estação de rádio local. Começou a transmitir seu sinal em 25 de novembro de 2016 após as 14h. Após mais de 100 dias de silêncio, iniciou uma transmissão de teste em 7 de março de 2017, à noite, a partir do estúdio alvo na rua Kilińskiego, 30.  A rádio transmite seu sinal da chaminé H-120 de Huta Ostrowiec.
- Rádio Rekord Ostrowiec — 89,6 MHz chaminé H-120 de Huta Ostrowiec.
- Rádio polonesa 24-Ostrowiec — 103,5 MHz — chaminé H-100 de Huta

### Internet
- ostrowiecnr1.pl – portal elektroniczny[96]
- ostrowiec-sw.pl – portal elektroniczny[97]
- kurierostrowiecki.pl – portal elektroniczny[98]

## Esportes

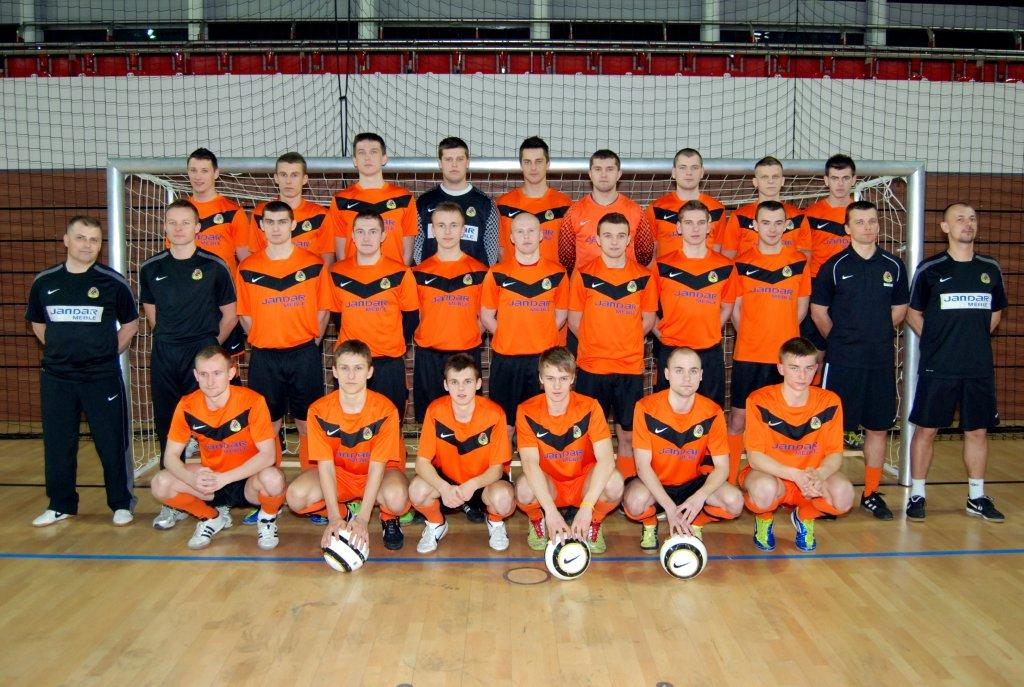
Jogadores de futebol da KSZO 1929 na temporada 2012/2013

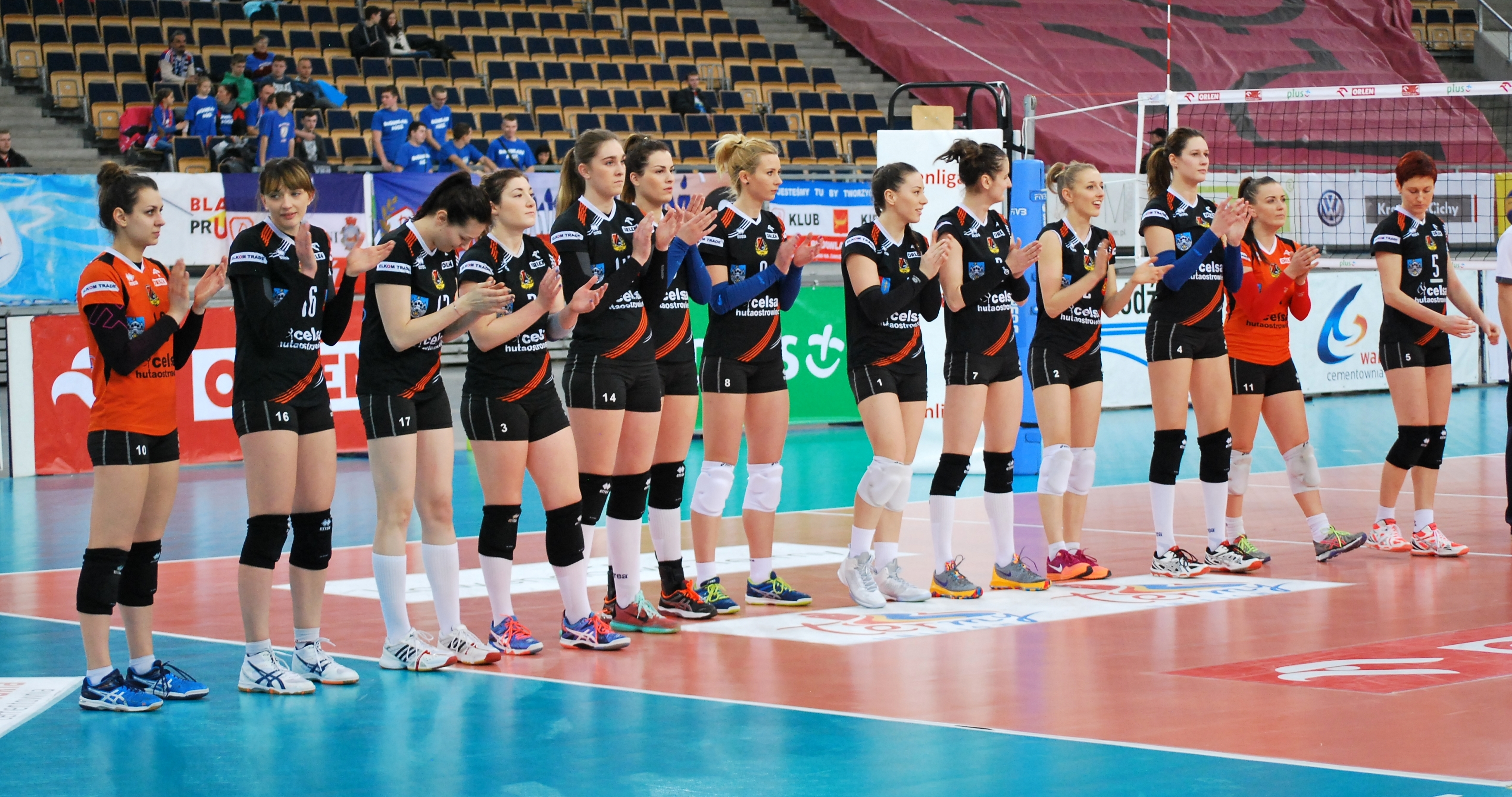
Jogadoras de vôlei do AZS KSZO na temporada 2015/2016

- Ostrovia Ostrowiec — o primeiro clube de futebol de Ostrowiec Świętokrzyski. Foi fundado pelos irmãos Paliszewski e Bronisław Jokiel. A versão provável é que o clube tenha sido fundado na virada de 1923/1924, já que a primeira partida organizada ocorreu em 1924.[c] Em 1926, após a trágica morte de Bronisław Jokiel, o clube “Ostrovia” foi dissolvido.[99]
- KSZO Ostrowiec Świętokrzyski — clube com várias seções
- AZS KSZO Ostrowiec Świętokrzyski — voleibol
- KSZO Odlewnia Ostrowiec Świętokrzyski — handebol
- KSZO 1929 Ostrowiec Świętokrzyski — futebol
- Świętokrzyski Tae kwon Clube — taekwondo olímpico, defesa pessoal
- Ostrowiecki Klub Tenisowy Sinet — tênis
- Klub Uczniowski Sportowy Czwórka — atletismo
- Uczniowski Klub Sportowy Gump — futsal, vôlei masculino
- Klub Uczniowski Sportowy Jedynka — vôlei feminino
- Clube Esportivo Interescolar de Alunos Ostrowia — handebol, judô
- Clube de Xadrez Hetman[100] — xadrez
- Ostrowiecki Klub Sportów Walki — esportes de combate
- KSZO Ostrowiec Świętokrzyski — polo aquático

## Ostrowiec Świętokrzyski na cultura
Episódios da história mais recente de Ostrowiec Świętokrzyski aparecem nas páginas de um romance de Ryszard Miernik intitulado Kawaler do wzięcia, Łódź 1983. O protagonista do romance, Kosma, trabalha na siderúrgica local e, como cronista, prepara um estudo sobre a história da cidade a pedido do diretor. Ele coleta documentos e conversa com os participantes dos eventos, começando com a República de Ostrowiec, passando pelas greves dos siderúrgicos na década de 1920, pelo período de ocupação e até os anos do pós-guerra. Ele descreve a história da cidade a partir de uma perspectiva de esquerda, escrevendo, por exemplo, sobre os guerrilheiros que operavam na área de Ostrowiec sob o nome de Guarda do Povo, Exército do Povo, e também menciona a unidade Saszka de Vasyl Wojczenko. A propósito, ele também menciona o difícil destino dos membros locais do Exército Nacional durante o período de erros e distorções.
Ostrowiec Świętokrzyski foi o local para onde o 4.º Regimento de Infantaria polonês marchou, conforme descrito por Władysław Orkan em sua obra Drogą Czwartaków. Od Ostrowca na Litwę.
Ostrowiec Świętokrzyski e a vizinha Krzemionki Opatowskie são o cenário de um romance de aventura para jovens, escrito por Monika Warneńska, intitulado Podziemny trop.